# Wahlen zum Repräsentantenhaus der Vereinigten Staaten 2006

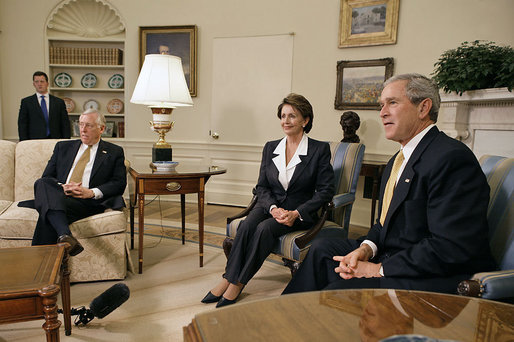
Präsident George W. Bush trifft nach der Wahl führende Abgeordnete der Demokratischen Partei: die designierte Sprecherin des Repräsentantenhauses Nancy Pelosi (Kalifornien) und den designierten House majority leader (Führer der Mehrheitsfraktion) Steny Hoyer (Maryland).

Die Wahlen zum Repräsentantenhaus der Vereinigten Staaten 2006 fanden am 7. November 2006 in der Mitte der zweiten Amtsperiode von Präsident George W. Bush statt, waren also sogenannte Halbzeitwahlen (midterm elections). Sie führten im Ergebnis zu einem deutlichen Sieg der Demokratischen Partei, die 32 Sitze hinzu gewann und damit über die absolute Mehrheit der Sitze im Repräsentantenhaus verfügte.

## Ausgangslage
Im 2004 gewählten 109. Kongress hatten die Republikaner im Repräsentantenhaus mit 229 Sitzen einen Vorsprung von 28 Sitzen auf die oppositionellen Demokraten mit 201 Sitzen. Ein Sitz wurde von einem Parteilosen (Bernie Sanders aus Vermont) gehalten, die Sitze des 13. Wahlbezirks in New Jersey, des 22. Wahlbezirks in Texas, des 16. Wahlbezirks in Florida sowie des 18. Wahlbezirks in Ohio waren vakant. Um die Mehrheitsverhältnisse zu ihren Gunsten zu verändern, mussten die Demokraten also mindestens 15 zusätzliche Sitze gewinnen.
Erfahrungen aus vorherigen Kongresswahlen zeigen, dass Amtsinhaber schwer zu besiegen sind, selbst wenn ihre Parteizugehörigkeit nicht im Einklang mit den politischen Tendenzen des Wahlbezirks liegen. Historisch fanden die schärfsten Wahlkämpfe in Beziriekn statt, dessen aktueller Vertreter nicht zur Wiederwahl antritt, gefolgt von den Bezirken, dessen Vertreter nur einmal gewählt wurde. Grundsätzlich gilt das relative Mehrheitswahlrecht, wonach der Kandidat gewonnen hat, der in seinem Wahlbezirk die meisten Stimmen auf sich vereinigen kann.
Im Repräsentantenhaus gab es bei diesen Wahlen 31 offene Sitze: 27 Sitze von Amtsinhabern, die nicht erneut antraten, sowie vier vakante Sitze. Von den 27 Sitzen mit vollständig neuen Kandidaten wurden 18 von Republikanern, acht von Demokraten und einer von einem Parteilosen gehalten. Von den vakanten Sitzen befindet sich einer in New Jersey. Der Demokrat Bob Menendez, der im Jahr 2006 für den Senat antrat, hatte diesen Sitz inne. Die anderen Sitze in Texas, Ohio und Florida waren von den unter Korruptionsverdacht stehenden Republikanern Tom DeLay und Robert Ney, sowie dem infolge einer Sex-Affäre zurückgetretenen Mark Foley besetzt gewesen.

## Prognosen vor den Wahlen
Der Cook Political Report, ein unabhängiges, nicht-parteiisches Wahlforschungsinstitut, hatte vor den Wahlen 85 Sitze als potenziell umstritten gekennzeichnet, davon 66 derzeit von Republikanern und 19 von Demokraten gehaltene Sitze. Am 30. Oktober 2006 galten:
- 350 Sitze als sicher

- 12 Sitze der Republikaner und 12 Sitze der Demokraten als jeweils wahrscheinlich republikanisch und wahrscheinlich demokratisch – sie sind zu diesem Zeitpunkt sicher, könnten aber eventuell noch wettbewerbsfähig werden.

- 15 Sitze der Republikaner und 14 Sitze der Demokraten als jeweils demokratisch- oder republikanisch-neigend – sie sind leicht umstritten, allerdings hat jeweils eine Partei einen bedeutenden Vorteil. Unter den demokratisch-neigenden waren 4 offene Sitze und der vakante Sitz Tom DeLays.

- alle 32 Sitze, deren Ausgang nicht vorhersehbar war, wurden von Republikanern gehalten.

Bereits vor den Wahlen waren sich die Demoskopen jedoch einig, dass die Demokraten die Wahl zum Repräsentantenhaus für sich entscheiden würden.

## Besonderheiten des Wahlergebnisses
Mit dem Gewinn von 32 Sitzen war dies der stärkste Zugewinn für die Demokraten seit den Wahlen von 1974. Die seit 1994 bestehende republikanische Mehrheit im Repräsentantenhaus wurde damit beseitigt. Unter den neu gewählten demokratischen Abgeordneten befand sich Keith Ellison (Minnesota 5), der erste muslimische Abgeordnete in der Geschichte des Kongresses und außerdem die zwei ersten Buddhisten, Mazie Hirono (Hawaii 2) und Hank Johnson (Georgia 4). Nancy Pelosi wurde als erste Frau, erste Italo-Amerikanerin und erste Kalifornierin in das Amt des Sprechers des Repräsentantenhauses gewählt.

## Ergebnisse landesweit
| Parteien                                          | Parteien           | Sitze | Sitze | Sitze | Sitze   | Stimmen    | Stimmen | Stimmen  |
| ------------------------------------------------- | ------------------ | ----- | ----- | ----- | ------- | ---------- | ------- | -------- |
| Parteien                                          | Parteien           | 2004  | 2006  | +/−   | Stärke  | Stimmen    | %       | Änderung |
|                                                   | Demokraten         | 202   | 233   | +31   | 53,6 %  | 42.082.311 | 52,0 %  | +5,4 %   |
|                                                   | Republikaner       | 232   | 202   | −30   | 46,4 %  | 35.674.808 | 44,1 %  | −5,1 %   |
|                                                   | Unabhängige        | 1     | 0     | −1    | 0,0 %   | 417.895    | 0,5 %   | −0,1 %   |
|                                                   | Libertarian Party  | –     | –     | –     | –       | 657.435    | 0,8 %   | −0,1 %   |
|                                                   | Green Party        | –     | –     | –     | –       | 234.939    | 0,3 %   | ±0,0 %   |
|                                                   | Independence Party | –     | –     | –     | –       | 220.842    | 0,3 %   | +0,1 %   |
|                                                   | Conservative Party | –     | –     | –     | –       | 152.549    | 0,2 %   | –        |
|                                                   | Constitution Party | –     | –     | –     | –       | 68.031     | 0,1 %   | ±0,0 %   |
|                                                   | Reform Party       | –     | –     | –     | –       | 53.862     | 0,1 %   | ±0,0 %   |
|                                                   | Andere Parteien    | –     | –     | –     | –       | 1.412.865  | 1,7 %   | −0,1 %   |
| Gesamt                                            | Gesamt             | 435   | 435   | 0     | 100,0 % | 80.975.537 | 100,0 % | –        |
| Quelle: Election Statistics - Office of the Clerk |                    |       |       |       |         |            |         |          |

## Ergebnisse nach einzelnen Bundesstaaten und Wahlbezirken
Die Wahlkreisgewinner sind jeweils fett markiert. Blau: Wechsel zu den Demokraten, Rot: Wechsel zu den Republikanern
| Abkürzung | Partei                               |
| --------- | ------------------------------------ |
| AI        | American Independent Party           |
| C         | Constitution Party                   |
| Cons      | Conservative Party of New York State |
| D         | Demokratische Partei                 |
| G         | Green Party                          |
| I         | Unabhängige                          |
| IP        | Independence Party                   |
| L         | Libertarian Party                    |
| Ref       | Reform Party                         |
| R         | Republikanische Partei               |
| PF        | Peace and Freedom Party              |
| S         | Socialist Party                      |
| SW        | Socialist Workers Party              |

### Alabama
| Bezirk | Amtsinhaber      | Partei       | Gewählt | Status        | 2006 Resultat                                                            |
| ------ | ---------------- | ------------ | ------- | ------------- | ------------------------------------------------------------------------ |
| AL 1   | Jo Bonner        | Republikaner | 2002    | Wiedergewählt | Jo Bonner (R) 68,1 % Vivian Beckerle (D) 31,8 %                          |
| AL 2   | Terry Everett    | Republikaner | 1992    | Wiedergewählt | Terry Everett (R) 69,5 % Chuck James (D) 30,4 %                          |
| AL 3   | Mike D. Rogers   | Republikaner | 2002    | Wiedergewählt | Mike D. Rogers (R) 59,4 % Greg Pierce (D) 38,5 % Mark Layfield (I) 2,1 % |
| AL 4   | Robert Aderholt  | Republikaner | 1996    | Wiedergewählt | Robert Aderholt (R) 70,2 % Barbara Bobo (D) 29,7 %                       |
| AL 5   | Robert E. Cramer | Demokrat     | 1990    | Wiedergewählt | Robert E. Cramer (D) ohne Gegenkandidat                                  |
| AL 6   | Spencer Bachus   | Republikaner | 1992    | Wiedergewählt | Spencer Bachus (R) ohne Gegenkandidat                                    |
| AL 7   | Artur Davis      | Demokrat     | 2002    | Wiedergewählt | Artur Davis (D) ohne Gegenkandidat                                       |

### Alaska
| Bezirk      | Amtsinhaber | Partei       | Gewählt | Status        | 2006 Result |
| ----------- | ----------- | ------------ | ------- | ------------- | --- |
| AK At Large | Don Young   | Republikaner | 1973    | Wiedergewählt | Don Young (R) 56,6 % Diane Benson (D) 40,0 % Alexander Crawford (L) 1,7 % Eva Ince (G) 0,8 % Bill Ratigan (I) 0,7 % |

### Arizona
| Bezirk | Amtsinhaber    | Partei       | Gewählt | Status                                      | Resultat                                                                                      |
| ------ | -------------- | ------------ | ------- | ------------------------------------------- | --------------------------------------------------------------------------------------------- |
| AZ 1   | Rick Renzi     | Republikaner | 2002    | Wiedergewählt                               | Rick Renzi (R) 51,8 % Ellen Simon (D) 43,4 % David Schlosser (L) 4,8 %                        |
| AZ 2   | Trent Franks   | Republikaner | 2002    | Wiedergewählt                               | Trent Franks (R) 58,6 % John Thrasher (D) 38,9 % Powell Gammill (L) 2,5 %                     |
| AZ 3   | John Shadegg   | Republikaner | 1994    | Wiedergewählt                               | John Shadegg (R) 59,3 % Don Chilton (D) 38,2 % Mark Yannone (L) 2,5 %                         |
| AZ 4   | Ed Pastor      | Demokrat     | 1990    | Wiedergewählt                               | Ed Pastor (D) 72,5 % Don Karg (R) 23,9 % Ronald Harders (L) 3,6 %                             |
| AZ 5   | J. D. Hayworth | Republikaner | 1994    | Abgewählt                                   | Harry Mitchell (D) 50,4 % J. D. Hayworth (R) 46,4 % Warren Severin (L) 3,1 %                  |
| AZ 6   | Jeff Flake     | Republikaner | 2000    | Wiedergewählt                               | Jeff Flake (R) 74,8 % Jason Blair (L) 25,2 %                                                  |
| AZ 7   | Raúl Grijalva  | Demokrat     | 2002    | Wiedergewählt                               | Raúl Grijalva (D) 61,1 % Ron Drake (R) 35,4 % Joe Cobb (L) 3,6 %                              |
| AZ 8   | Jim Kolbe      | Republikaner | 1984    | Nicht mehr angetreten – Demokratischer Sieg | Gabrielle Giffords (D) 54,3 % Randy Graf (R) 42,1 % David Nolan (L) 1,9 % Jay Quick (I) 1,7 % |

### Arkansas
| Bezirk | Amtsinhaber  | Partei       | Gewählt | Status        | Resultat                                            |
| ------ | ------------ | ------------ | ------- | ------------- | --------------------------------------------------- |
| AR 1   | Marion Berry | Demokrat     | 1996    | Wiedergewählt | Marion Berry (D) 69,2 % Mickey Stumbaugh (R) 30,8 % |
| AR 2   | Vic Snyder   | Demokrat     | 1996    | Wiedergewählt | Vic Snyder (D) 60,5 % Andy Mayberry (R) 39,5 %      |
| AR 3   | John Boozman | Republikaner | 2000    | Wiedergewählt | John Boozman (R) 62,4 % Woodrow Anderson (D) 37,6 % |
| AR 4   | Mike Ross    | Demokrat     | 2000    | Wiedergewählt | Mike Ross (D) 74,5 % Joe Ross (R) 25,5 %            |

### Colorado
| Bezirk | Amtsinhaber      | Partei       | Gewählt | Status                                                    | Resultat                                                                                              |
| ------ | ---------------- | ------------ | ------- | --------------------------------------------------------- | --- |
| CO 1   | Diana DeGette    | Demokrat     | 1996    | Wiedergewählt                                             | Diana DeGette (D) 79,8 % Tom Kelly (G) 20,2 %                                                         |
| CO 2   | Mark Udall       | Demokrat     | 1998    | Wiedergewählt                                             | Mark Udall (D) 68,3 % Rich Mancuso (R) 28,3 % Norm Olsen (L) 2,2 % Joe Calhoun (G) 1,3 %              |
| CO 3   | John Salazar     | Demokrat     | 2004    | Wiedergewählt                                             | John Salazar (D) 61,6 % Scott Tipton (R) 36,5 % Bob Sargent (L) 1,9 %                                 |
| CO 4   | Marilyn Musgrave | Republikaner | 2002    | Wiedergewählt                                             | Marilyn Musgrave (R) 45,6 % Angie Paccione (D) 43,1 % Eric Eidsness (Ref) 11,3 %                      |
| CO 5   | Joel Hefley      | Republikaner | 1986    | Nicht mehr angetreten                                     | Doug Lamborn (R) 59,6 % Jay Fawcett (D) 40,4 %                                                        |
| CO 6   | Tom Tancredo     | Republikaner | 1998    | Wiedergewählt                                             | Tom Tancredo (R) 58,6 % Bill Winter (D) 39,9 % Jack Woehr (L) 1,5 %                                   |
| CO 7   | Bob Beauprez     | Republikaner | 2002    | Nicht mehr angetreten (Kandidatur für das Gouverneursamt) | Ed Perlmutter (D) 54,9 % Rick O’Donnell (R) 42,1 % Dave Chandler (G) 1,6 % Roger McCarville (C) 1,4 % |

### Connecticut
| Bezirk | Amtsinhaber       | Partei       | Gewählt | Status        | Resultat                                                                    |
| ------ | ----------------- | ------------ | ------- | ------------- | --------------------------------------------------------------------------- |
| CT 1   | John Larson       | Demokrat     | 1998    | Wiedergewählt | John Larson (D) 74,5 % Scott MacLean (R) 25,5 %                             |
| CT 2   | Rob Simmons       | Republikaner | 2000    | Abgewählt     | Joe Courtney (D) 50,02 % Rob Simmons (R) 49,98 %                            |
| CT 3   | Rosa DeLauro      | Demokrat     | 1990    | Wiedergewählt | Rosa DeLauro (D) 76,0 % Joseph Vollano (R) 22,4 % Daniel Sumrall (G) 1,6 %  |
| CT 4   | Christopher Shays | Republikaner | 1987    | Wiedergewählt | Christopher Shays (R) 50,9 % Diane Farrell (D) 47,6 % Phil Maymin (L) 1,5 % |
| CT 5   | Nancy Johnson     | Republikaner | 1982    | Abgewählt     | Chris Murphy (D) 56,5 % Nancy Johnson (R) 43,5 %                            |

### Delaware
| Bezirk      | Amtsinhaber    | Partei       | Gewählt | Status        | Resultat                                                                                                   |
| ----------- | -------------- | ------------ | ------- | ------------- | --- |
| DE At Large | Michael Castle | Republikaner | 1992    | Wiedergewählt | Michael Castle (R) 57,2 % Dennis Spivack (D) 38,8 % Karen Hartley-Nagle (IPD) 2,2 % Michael Berg (G) 1,8 % |

### Florida
| Bezirk | Amtsinhaber                                                                  | Partei       | Gewählt | Status                                                    | Resultat                                                                  |
| ------ | ---------------------------------------------------------------------------- | ------------ | ------- | --------------------------------------------------------- | ------------------------------------------------------------------------- |
| FL 1   | Jeff Miller                                                                  | Republikaner | 2001    | Wiedergewählt                                             | Jeff Miller (R) 68,5 % Joe Roberts (D) 31,5 %                             |
| FL 2   | Allen Boyd                                                                   | Demokrat     | 1996    | Wiedergewählt                                             | Allen Boyd (D) ohne Gegenkandidat                                         |
| FL 3   | Corrine Brown                                                                | Demokrat     | 1992    | Wiedergewählt                                             | Corrine Brown (D) ohne Gegenkandidat                                      |
| FL 4   | Ander Crenshaw                                                               | Republikaner | 2000    | Wiedergewählt                                             | Ander Crenshaw (R) 69,7 % Bob Harms (D) 30,3 %                            |
| FL 5   | Ginny Brown-Waite                                                            | Republikaner | 2002    | Wiedergewählt                                             | Ginny Brown-Waite (R) 59,9 % John T. Russell (D) 40,1 %                   |
| FL 6   | Cliff Stearns                                                                | Republikaner | 1988    | Wiedergewählt                                             | Cliff Stearns (R) 59,9 % Dave Bruderly (D) 40,1 %                         |
| FL 7   | John Mica                                                                    | Republikaner | 1992    | Wiedergewählt                                             | John Mica (R) 63,1 % Jack Chagnon (D) 36,9 %                              |
| FL 8   | Ric Keller                                                                   | Republikaner | 2000    | Wiedergewählt                                             | Ric Keller (R) 52,8 % Charlie Stuart (D) 45,7 % Wesley Hoaglund (I) 1,5 % |
| FL 9   | Michael Bilirakis                                                            | Republikaner | 1982    | Nicht mehr angetreten                                     | Gus Bilirakis (R) 55,9 % Phyllis Busansky (D) 44,1 %                      |
| FL 10  | Bill Young                                                                   | Republikaner | 1970    | Wiedergewählt                                             | Bill Young (R) 65,9 % Samm Simpson (D) 34,1 %                             |
| FL 11  | Jim Davis                                                                    | Demokrat     | 1996    | Nicht mehr angetreten (Kandidatur für das Gouverneursamt) | Kathy Castor (D) 69,7 % Eddie Adams (R) 30,3 %                            |
| FL 12  | Adam Putnam                                                                  | Republikaner | 2000    | Wiedergewählt                                             | Adam Putnam (R) 69,1 % Joe Viscusi (I) 19,4 % Ed Bowlin III (I) 11,5 %    |
| FL 13  | Katherine Harris                                                             | Republikaner | 2002    | Nicht mehr angetreten (Kandidatur für den Senat)          | Vern Buchanan (R) 50,1 % Christine Jennings (D) 49,9 %                    |
| FL 14  | Connie Mack                                                                  | Republikaner | 2004    | Wiedergewählt                                             | Connie Mack (R) 64,4 % Robert Neeld (D) 35,6 %                            |
| FL 15  | Dave Weldon                                                                  | Republikaner | 1994    | Wiedergewählt                                             | Dave Weldon (R) 56,3 % Bob Bowman (D) 43,7 %                              |
| FL 16  | unbesetzt (Sitz des Republikaners Mark Foley, der September 2006 zurücktrat) |              |         |                                                           | Tim Mahoney (D) 49,5 % Joe Negron (R)* 47,7 % Emmie Lee Ross (I) 2,8 %    |
| FL 17  | Kendrick Meek                                                                | Demokrat     | 2002    | Wiedergewählt                                             | Kendrick Meek (D) ohne Gegenkandidat                                      |
| FL 18  | Ileana Ros-Lehtinen                                                          | Republikaner | 1989    | Wiedergewählt                                             | Ileana Ros-Lehtinen (R) 62,1 % David Patlak (D) 37,9 %                    |
| FL 19  | Robert Wexler                                                                | Demokrat     | 1996    | Wiedergewählt                                             | Robert Wexler (D) ohne Gegenkandidat                                      |
| FL 20  | Debbie Wasserman Schultz                                                     | Demokrat     | 2004    | Wiedergewählt                                             | Debbie Wasserman Schultz (D) ohne Gegenkandidat                           |
| FL 21  | Lincoln Diaz-Balart                                                          | Republikaner | 1992    | Wiedergewählt                                             | Lincoln Diaz-Balart (R) 59,5 % Frank Gonzalez (D) 40,5 %                  |
| FL 22  | E. Clay Shaw                                                                 | Republikaner | 1980    | Abgewählt                                                 | Ron Klein (D) 50,9 % E. Clay Shaw (R) 47,1 % Neil Evangelista (L) 2,0 %   |
| FL 23  | Alcee Hastings                                                               | Demokrat     | 1992    | Wiedergewählt                                             | Alcee Hastings (D) ohne Gegenkandidat                                     |
| FL 24  | Tom Feeney                                                                   | Republikaner | 2002    | Wiedergewählt                                             | Tom Feeney (R) 57,9 % Clint Curtis (D) 42,1 %                             |
| FL 25  | Mario Diaz-Balart                                                            | Republikaner | 2002    | Wiedergewählt                                             | Mario Diaz-Balart (R) 58,5 % Michael Calderin (D) 41,5 %                  |

- Amtsinhaber Mark Foley trat am 29. September 2006 von seinem Amt und seiner Kandidatur zurück. Die Republikaner stellten Joe Negron als Ersatzkandidaten auf, jedoch konnte aufgrund des Wahlgesetzes von Florida Foleys Name von den Stimmzetteln nicht mehr entfernt werden, so dass alle Stimmen für Foley als Stimmen für Negron gezählt wurden.

### Georgia
2005 war eine Wahlkreis-Neueinteilung erfolgt (‘’redistricting’’)
| Bezirk | Amtsinhaber       | Partei       | Gewählt | Status                                       | Resultat                                            |
| ------ | ----------------- | ------------ | ------- | -------------------------------------------- | --------------------------------------------------- |
| GA 1   | Jack Kingston     | Republikaner | 1992    | Wiedergewählt                                | Jack Kingston (R) 68,5 % Jim Nelson (D) 31,5 %      |
| GA 2   | Sanford Bishop    | Demokrat     | 1992    | Wiedergewählt                                | Sanford Bishop (D) 67,9 % Brad Hughes (R) 32,1 %    |
| GA 3   | Lynn Westmoreland | Republikaner | 2004    | Wiedergewählt                                | Lynn Westmoreland (R) 67,6 % Mike McGraw (D) 32,4 % |
| GA 4   | Cynthia McKinney  | Demokrat     | 2002    | Nicht mehr angetreten (Abgewählt in Primary) | Hank Johnson (D) 75,4 % Catherine Davis (R) 24,6 %  |
| GA 5   | John Lewis        | Demokrat     | 1986    | Wiedergewählt                                | John Lewis (D) ohne Gegenkandidat                   |
| GA 6   | Tom Price         | Republikaner | 2004    | Wiedergewählt                                | Tom Price (R) 72,4 % Steve Sinton (D) 27,6 %        |
| GA 7   | John Linder       | Republikaner | 1992    | Wiedergewählt                                | John Linder (R) 70,9 % Allan Burns (D) 29,1 %       |
| GA 8   | Jim Marshall      | Demokrat     | 2002    | Wiedergewählt                                | Jim Marshall (D) 50,5 % Mac Collins (R) 49,5 %      |
| GA 9   | Nathan Deal       | Republikaner | 1992    | Wiedergewählt                                | John Bradbury (D) 23,4 %                            |
| GA 10  | Charlie Norwood   | Republikaner | 1994    | Wiedergewählt                                | Charlie Norwood (R) 67,4 % Terry Holley (D) 32,6 %  |
| GA 11  | Phil Gingrey      | Republikaner | 2002    | Wiedergewählt                                | Phil Gingrey (R) 71,1 % Patrick Pillion (D) 28,9 %  |
| GA 12  | John Barrow       | Demokrat     | 2004    | Wiedergewählt                                | John Barrow (D) 50,3 % Max Burns (R) 49,7 %         |
| GA 13  | David Scott       | Demokrat     | 2002    | Wiedergewählt                                | David Scott (D) 69,2 % Deborah Honeycutt (R) 30,8 % |

### Hawaii
| Bezirk | Amtsinhaber      | Partei   | Gewählt | Status                                           | Resultat                                             |
| ------ | ---------------- | -------- | ------- | ------------------------------------------------ | ---------------------------------------------------- |
| HI 1   | Neil Abercrombie | Demokrat | 1990    | Wiedergewählt                                    | Neil Abercrombie (D) 69,4 % Richard Hough (R) 30,6 % |
| HI 2   | Ed Case          | Demokrat | 2002    | Nicht mehr angetreten (Kandidatur für den Senat) | Mazie Hirono (D) 61,0 % Bob Hogue (R) 39,0 %         |

### Idaho
| Bezirk | Amtsinhaber  | Partei       | Gewählt | Status                                                    | Resultat |
| ------ | ------------ | ------------ | ------- | --------------------------------------------------------- | --- |
| ID 1   | Butch Otter  | Republikaner | 2000    | Nicht mehr angetreten (Kandidatur für das Gouverneursamt) | Bill Sali (R) 49,9 % Larry Grant (D) 44,8 % Dave Olson (I) 3,0 % Andy Hedden-Nicely (United) 1,2 % Paul Smith (C) 1,1 % |
| ID 2   | Mike Simpson | Republikaner | 1998    | Wiedergewählt                                             | Mike Simpson (R) 62,0 % Jim D. Hansen (D) 34,4 % Cameron Firth (I) 2,4 % Travis Hedrick (C) 1,2 %                       |

### Illinois
| Bezirk | Amtsinhaber       | Partei       | Gewählt | Status                | Resultat                                                                          |
| ------ | ----------------- | ------------ | ------- | --------------------- | --------------------------------------------------------------------------------- |
| IL 1   | Bobby L. Rush     | Demokrat     | 1992    | Wiedergewählt         | Bobby L. Rush (D) 84,1 % Jason Tabour (R) 15,9 %                                  |
| IL 2   | Jesse Jackson Jr. | Demokrat     | 1995    | Wiedergewählt         | Jesse Jackson Jr. (D) 84,8 % Robert Belin (R) 11,8 % Anthony Williams (L) 3,3 %   |
| IL 3   | Dan Lipinski      | Demokrat     | 2004    | Wiedergewählt         | Dan Lipinski (D) 77,1 % Ray Wardingly (R) 22,9 %                                  |
| IL 4   | Luis Gutiérrez    | Demokrat     | 1992    | Wiedergewählt         | Luis Gutiérrez (D) 85,8 % Ann Melichar (R) 14,2 %                                 |
| IL 5   | Rahm Emanuel      | Demokrat     | 2002    | Wiedergewählt         | Rahm Emanuel (D) 78,0 % Kevin Edward White (R) 22,0 %                             |
| IL 6   | Henry Hyde        | Republikaner | 1974    | Nicht mehr angetreten | Peter Roskam (R) 51,4 % Tammy Duckworth (D) 48,6 %                                |
| IL 7   | Danny K. Davis    | Demokrat     | 1996    | Wiedergewählt         | Danny K. Davis (D) 86,7 % Charles Hutchinson (R) 13,3 %                           |
| IL 8   | Melissa Bean      | Demokrat     | 2004    | Wiedergewählt         | Melissa Bean (D) 50,9 % David McSweeney (R) 44,0 % Bill Scheurer (I) 5,1 %        |
| IL 9   | Jan Schakowsky    | Demokrat     | 1998    | Wiedergewählt         | Jan Schakowsky (D) 74,6 % Michael P. Shannon (R) 25,4 %                           |
| IL 10  | Mark Kirk         | Republikaner | 2000    | Wiedergewählt         | Mark Kirk (R) 53,4 % Daniel Seals (D) 46,6 %                                      |
| IL 11  | Jerry Weller      | Republikaner | 1994    | Wiedergewählt         | Jerry Weller (R) 55,1 % John Pavich (D) 44,9 %                                    |
| IL 12  | Jerry Costello    | Demokrat     | 1988    | Wiedergewählt         | Jerry Costello (D) ohne Gegenkandidat                                             |
| IL 13  | Judy Biggert      | Republikaner | 1998    | Wiedergewählt         | Judy Biggert (R) 58,3 % Joseph Shannon (D) 41,7 %                                 |
| IL 14  | Dennis Hastert    | Republikaner | 1986    | Wiedergewählt         | Dennis Hastert (R) 59,8 % John Laesch (D) 40,2 %                                  |
| IL 15  | Tim Johnson       | Republikaner | 2000    | Wiedergewählt         | Tim Johnson (R) 57,6 % David Gill (D) 42,4 %                                      |
| IL 16  | Donald Manzullo   | Republikaner | 1992    | Wiedergewählt         | Donald Manzullo (R) 63,6 % Richard Auman (D) 32,1 % John Borling (Write-in) 4,3 % |
| IL 17  | Lane Evans        | Demokrat     | 1982    | Nicht mehr angetreten | Phil Hare (D) 57,2 % Andrea Lane Zinga (R) 42,8 %                                 |
| IL 18  | Ray LaHood        | Republikaner | 1994    | Wiedergewählt         | Ray LaHood (R) 67,3 % Steve Waterworth (D) 32,7 %                                 |
| IL 19  | John Shimkus      | Republikaner | 1996    | Wiedergewählt         | John Shimkus (R) 60,3 % Dan Stover (D) 39,7 %                                     |

### Indiana
| Bezirk | Amtsinhaber     | Partei       | Gewählt | Status        | Resultat                                                                            |
| ------ | --------------- | ------------ | ------- | ------------- | ----------------------------------------------------------------------------------- |
| IN 1   | Pete Visclosky  | Demokrat     | 1984    | Wiedergewählt | Pete Visclosky (D) 69,7 % Mark Leyva (R) 26,8 % Charles Barman (I) 3,5 %            |
| IN 2   | Chris Chocola   | Republikaner | 2002    | Abgewählt     | Joe Donnelly (D) 54,0 % Chris Chocola (R) 46,0 %                                    |
| IN 3   | Mark Souder     | Republikaner | 1994    | Wiedergewählt | Mark Souder (R) 54,3 % Tom Hayhurst (D) 45,7 %                                      |
| IN 4   | Steve Buyer     | Republikaner | 1992    | Wiedergewählt | Steve Buyer (R) 62,4 % David Sanders (D) 37,6 %                                     |
| IN 5   | Dan Burton      | Republikaner | 1982    | Wiedergewählt | Dan Burton (R) 65,0 % Katherine Fox Carr (D) 31,4 % Sheri Conover Sharlow (L) 3,6 % |
| IN 6   | Mike Pence      | Republikaner | 2000    | Wiedergewählt | Mike Pence (R) 60,0 % Barry Welsh (D) 40,0 %                                        |
| IN 7   | Julia Carson    | Demokrat     | 1996    | Wiedergewählt | Julia Carson (D) 53,8 % Eric Dickerson (R) 46,2 %                                   |
| IN 8   | John Hostettler | Republikaner | 1994    | Abgewählt     | Brad Ellsworth (D) 61,0 % John Hostettler (R) 39,0 %                                |
| IN 9   | Mike Sodrel     | Republikaner | 2004    | Abgewählt     | Baron Hill (D) 50,0 % Mike Sodrel (R) 45,5 % D. Eric Schansberg (L) 4,5 %           |

### Iowa
| Bezirk | Amtsinhaber     | Partei       | Gewählt | Status                                                    | Resultat                                                                                        |
| ------ | --------------- | ------------ | ------- | --------------------------------------------------------- | ----------------------------------------------------------------------------------------------- |
| IA 1   | Jim Nussle      | Republikaner | 1990    | Nicht mehr angetreten (Kandidatur für das Gouverneursamt) | Bruce Braley (D) 55,0 % Mike Whalen (R) 43,3 % James Hill (Pirate) 1,1 % Al Schoeman (L) 0,6 %  |
| IA 2   | Jim Leach       | Republikaner | 1976    | Abgewählt                                                 | David Loebsack (D) 51,4 % Jim Leach (R) 48,6 %                                                  |
| IA 3   | Leonard Boswell | Demokrat     | 1996    | Wiedergewählt                                             | Leonard Boswell (D) 51,8 % Jeff Lamberti (R) 46,7 % Helen Meyers (SW) 1,5 %                     |
| IA 4   | Tom Latham      | Republikaner | 1994    | Wiedergewählt                                             | Tom Latham (R) 57,4 % Selden Spencer (D) 42,6 %                                                 |
| IA 5   | Steve King      | Republikaner | 2002    | Wiedergewählt                                             | Steve King (R) 58,4 % Joyce Schulte (D) 35,7 % Roy Nielsen (I) 4,5 % Cheryl Broderson (I) 1,4 % |

### Kalifornien
| Bezirk | Amtsinhaber                | Partei       | Gewählt | Status                | Resultat |
| ------ | -------------------------- | ------------ | ------- | --------------------- | --- |
| CA 1   | Mike Thompson              | Demokrat     | 1998    | Wiedergewählt         | Mike Thompson (D) 66,3 % John Jones (R) 29 % Pamela Elizondo (G) 3,1 % Tim Stock (PF) 1,6 %                        |
| CA 2   | Wally Herger               | Republikaner | 1988    | Wiedergewählt         | Wally Herger (R) 64,2 % Arjinderpal Sekhon (D) 32,5 % E. Kent Hinesley (L) 3,3 %                                   |
| CA 3   | Dan Lungren                | Republikaner | 1998    | Wiedergewählt         | Dan Lungren (R) 59,5 % Bill Durston (D) 37,9 % D.A. Tuma (L) 1,6 % Mike Roskey (PF) 1 %                            |
| CA 4   | John Doolittle             | Republikaner | 1990    | Wiedergewählt         | John Doolittle (R) 49,9 % Charles Brown (D) 45,4 % Dan Warren (L) 5 %                                              |
| CA 5   | Doris Matsui               | Demokrat     | 2005    | Wiedergewählt         | Doris Matsui (D) 70,8 % X. Claire Yan (R) 23,6 % Jeff Kravitz (G) 4,3 % John Reiger (PF) 1,3 %                     |
| CA 6   | Lynn Woolsey               | Demokrat     | 1992    | Wiedergewählt         | Lynn Woolsey (D) 70,3 % Todd Hopper (R) 26,1 % Rich Friesen (L) 3,6 %                                              |
| CA 7   | George Miller              | Demokrat     | 1974    | Wiedergewählt         | George Miller (D) 83,9 % Camden McConnell (L) 16,1 %                                                               |
| CA 8   | Nancy Pelosi               | Demokrat     | 1987    | Wiedergewählt         | Nancy Pelosi (D) 80,4 % Mike DeNunzio (R) 10,8 % Krissy Keefer (G) 7,4 % Phillip Berg (L) 1,4 %                    |
| CA 9   | Barbara Lee                | Demokrat     | 1998    | Wiedergewählt         | Barbara Lee (D) 86,4 % John den Dulk (R) 10,7 % James Eyer (L) 2,9 %                                               |
| CA 10  | Ellen Tauscher             | Demokrat     | 1996    | Wiedergewählt         | Ellen Tauscher (D) 66,5 % Darcy Linn (R) 33,5 %                                                                    |
| CA 11  | Richard Pombo              | Republikaner | 1992    | Abgewählt             | Jerry McNerney (D) 53,2 % Richard Pombo (R) 46,8 %                                                                 |
| CA 12  | Tom Lantos                 | Demokrat     | 1980    | Wiedergewählt         | Tom Lantos (D) 76,1 % Michael Moloney (R) 23,9 %                                                                   |
| CA 13  | Pete Stark                 | Demokrat     | 1972    | Wiedergewählt         | Pete Stark (D) 74,9 % George Bruno (R) 25,1 %                                                                      |
| CA 14  | Anna Eshoo                 | Demokrat     | 1992    | Wiedergewählt         | Anna Eshoo (D) 71,1 % Rob Smith (R) 24,3 % Brian Holtz (L) 2,3 % Carole Brouillet (G) 2,3 %                        |
| CA 15  | Mike Honda                 | Demokrat     | 2000    | Wiedergewählt         | Mike Honda (D) 72,4 % Raymond Chukwu (R) 27,6 %                                                                    |
| CA 16  | Zoe Lofgren                | Demokrat     | 1994    | Wiedergewählt         | Zoe Lofgren (D) 72,8 % Charel Winston (R) 27,2 %                                                                   |
| CA 17  | Sam Farr                   | Demokrat     | 1992    | Wiedergewählt         | Sam Farr (D) 75,9 % Anthony DeMaio (R) 22,6 %                                                                      |
| CA 18  | Dennis Cardoza             | Demokrat     | 2002    | Wiedergewählt         | Dennis Cardoza (D) 65,4 % John Kanno (R) 34,6 %                                                                    |
| CA 19  | George Radanovich          | Republikaner | 1996    | Wiedergewählt         | George Radanovich (R) 60,6 % T.J. Cox (D) 39,4 %                                                                   |
| CA 20  | Jim Costa                  | Demokrat     | 2004    | Wiedergewählt         | Jim Costa (D) ohne Gegenkandidat                                                                                   |
| CA 21  | Devin Nunes                | Republikaner | 2000    | Wiedergewählt         | Devin Nunes (R) 66,6 % Steven Haze (D) 30,1 % John Miller (G) 3,3 %                                                |
| CA 22  | Bill Thomas                | Republikaner | 1978    | Nicht mehr angetreten | Kevin McCarthy (R) 70,8 % Sharon Beery (D) 29,2 %                                                                  |
| CA 23  | Lois Capps                 | Demokrat     | 1998    | Wiedergewählt         | Lois Capps (D) 65,2 % Victor Tognazzini (R) 34,8 %                                                                 |
| CA 24  | Elton Gallegly             | Republikaner | 1986    | Wiedergewählt         | Elton Gallegly (R) 62,1 % Jill Martinez (D) 37,9 %                                                                 |
| CA 25  | Howard McKeon              | Republikaner | 1992    | Wiedergewählt         | Howard McKeon (R) 60,1 % Robert Rodriguez (D) 35,6 % David Erickson (L) 4,3 %                                      |
| CA 26  | David Dreier               | Republikaner | 1980    | Wiedergewählt         | David Dreier (R) 57 % Cynthia Matthews (D) 37,9 % Ted Brown (L) 3,3 % Elliott Graham (AI) 1,8 %                    |
| CA 27  | Brad Sherman               | Demokrat     | 1996    | Wiedergewählt         | Brad Sherman (D) 68,8 % Peter Hankwitz (R) 31,2 %                                                                  |
| CA 28  | Howard Berman              | Demokrat     | 1982    | Wiedergewählt         | Howard Berman (D) 74 % Stanley Kesselman (R) 19,1 % Byron De Lear (G) 3,5 % Kelley Ross (L) 3,4 %                  |
| CA 29  | Adam Schiff                | Demokrat     | 2000    | Wiedergewählt         | Adam Schiff (D) 63,5 % Bill Bodell (R) 27,5 % Bill Paparian (G) 5,7 % Lydia Llamas (PF) 1,8 % Jim Keller (L) 1,5 % |
| CA 30  | Henry Waxman               | Demokrat     | 1974    | Wiedergewählt         | Henry Waxman (D) 71,5 % David Jones (R) 26,4 % Adele Cannon (PF) 2,1 %                                             |
| CA 31  | Xavier Becerra             | Demokrat     | 1992    | Wiedergewählt         | Xavier Becerra (D) ohne Gegenkandidat                                                                              |
| CA 32  | Hilda Solis                | Demokrat     | 2000    | Wiedergewählt         | Hilda Solis (D) 83 % Leland Faegre (L) 17 %                                                                        |
| CA 33  | Diane Watson               | Demokrat     | 2001    | Wiedergewählt         | Diane Watson (D) ohne Gegenkandidat                                                                                |
| CA 34  | Lucille Roybal-Allard      | Demokrat     | 1992    | Wiedergewählt         | Lucille Roybal-Allard (D) 76,8 % Wayne Miller (R) 23,2 %                                                           |
| CA 35  | Maxine Waters              | Demokrat     | 1990    | Wiedergewählt         | Maxine Waters (D) 83,8 % Gordon Mego (AI) 8,5 % Paul Ireland (L) 7,7 %                                             |
| CA 36  | Jane Harman                | Demokrat     | 1986    | Wiedergewählt         | Jane Harman (D) 63,4 % Brian Gibson (R) 32 % Jim Smith (PF) 2,7 % Mike Binkley (L) 1,9 %                           |
| CA 37  | Juanita Millender-McDonald | Demokrat     | 1996    | Wiedergewählt         | Juanita Millender-McDonald (D) 82,4 % Herb Peters (L) 17,6 %                                                       |
| CA 38  | Grace Napolitano           | Demokrat     | 1998    | Wiedergewählt         | Grace Napolitano (D) 75,4 % Sid Street (R) 24,6 %                                                                  |
| CA 39  | Linda Sánchez              | Demokrat     | 2002    | Wiedergewählt         | Linda Sánchez (D) 65,9 % James Andion (R) 34,1 %                                                                   |
| CA 40  | Ed Royce                   | Republikaner | 1992    | Wiedergewählt         | Ed Royce (R) 66,8 % Florice Hoffman (D) 30,7 % Philip Inman (L) 2,5 %                                              |
| CA 41  | Jerry Lewis                | Republikaner | 1978    | Wiedergewählt         | Jerry Lewis (R) 67 % Louis Contreras (D) 33 %                                                                      |
| CA 42  | Gary Miller                | Republikaner | 1998    | Wiedergewählt         | Gary Miller (R) ohne Gegenkandidat                                                                                 |
| CA 43  | Joe Baca                   | Demokrat     | 1999    | Wiedergewählt         | Joe Baca (D) 64,5 % Scott Folkens (R) 35,5 %                                                                       |
| CA 44  | Ken Calvert                | Republikaner | 1992    | Wiedergewählt         | Ken Calvert (R) 60 % Louis Vandenberg (D) 37 % Kevin Akin (PF) 3 %                                                 |
| CA 45  | Mary Bono                  | Republikaner | 1998    | Wiedergewählt         | Mary Bono (R) 60,7 % David Roth (D) 39,3 %                                                                         |
| CA 46  | Dana Rohrabacher           | Republikaner | 1988    | Wiedergewählt         | Dana Rohrabacher (R) 59,6 % Jim Brandt (D) 36,7 % Dennis Chang (L) 3,7 %                                           |
| CA 47  | Loretta Sanchez            | Demokrat     | 1996    | Wiedergewählt         | Loretta Sanchez (D) 62,4 % Tan D. Nguyen (R) 37,6 %                                                                |
| CA 48  | John B. T. Campbell        | Republikaner | 2005    | Wiedergewählt         | John B. T. Campbell (R) 60 % Steve Young (D) 37,2 % Bruce David Cohen (L) 2,8 %                                    |
| CA 49  | Darrell Issa               | Republikaner | 2000    | Wiedergewählt         | Darrell Issa (R) 63,4 % Jeeni Criscenzo (D) 33,5 % Lars Grossmith (L) 3,1 %                                        |
| CA 50  | Brian Bilbray              | Republikaner | 2006    | Wiedergewählt         | Brian Bilbray (R) 53,2 % Francine Busby (D) 43,5 % Paul King (L) 1,8 % Miriam Clark (PF) 1,5 %                     |
| CA 51  | Bob Filner                 | Demokrat     | 1992    | Wiedergewählt         | Bob Filner (D) 67,5 % Blake L. Miles (R) 30,1 % Dan Litwin (L) 2,4 %                                               |
| CA 52  | Duncan Hunter              | Republikaner | 1980    | Wiedergewählt         | Duncan Hunter (R) 64,7 % John Rinaldi (D) 32 % Mike Benoit (L) 3,3 %                                               |
| CA 53  | Susan Davis                | Demokrat     | 2000    | Wiedergewählt         | Susan Davis (D) 67,6 % John Woodrum (R) 30 % Ernie Lippe (L) 2,4 %                                                 |

### Kansas
| Bezirk | Amtsinhaber  | Partei       | Gewählt | Status        | Resultat                                                                 |
| ------ | ------------ | ------------ | ------- | ------------- | ------------------------------------------------------------------------ |
| KS 1   | Jerry Moran  | Republikaner | 1996    | Wiedergewählt | Jerry Moran (R) 78,7 % John Doll (D) 19,9 % Sylvester Cain (Ref) 1,4 %   |
| KS 2   | Jim Ryun     | Republikaner | 1996    | Abgewählt     | Nancy Boyda (D) 50,6 % Jim Ryun (R) 47,1 % Roger Tucker (Ref) 2,3 %      |
| KS 3   | Dennis Moore | Demokrat     | 1998    | Wiedergewählt | Dennis Moore (D) 64,5 % Chuck Ahner (R) 33,8 % Robert Conroy (Ref) 1,7 % |
| KS 4   | Todd Tiahrt  | Republikaner | 1994    | Wiedergewählt | Todd Tiahrt (R) 63,7 % Garth McGinn (D) 33,8 % Joy Holt (Ref) 2,5 %      |

### Kentucky
| Bezirk | Amtsinhaber  | Partei       | Gewählt | Status        | Resultat                                                                                              |
| ------ | ------------ | ------------ | ------- | ------------- | --- |
| KY 1   | Ed Whitfield | Republikaner | 1994    | Wiedergewählt | Ed Whitfield (R) 59,6 % Tom Barlow (D) 40,4 %                                                         |
| KY 2   | Ron Lewis    | Republikaner | 1994    | Wiedergewählt | Ron Lewis (R) 55,4 % Mike Weaver (D) 44,6 %                                                           |
| KY 3   | Anne Northup | Republikaner | 1996    | Abgewählt     | John Yarmuth (D) 50,6 % Anne Northup (R) 48,2 % Donna Walker Mancini (L) 0,9 % W. Ed Parker (C) 0,3 % |
| KY 4   | Geoff Davis  | Republikaner | 2004    | Wiedergewählt | Geoff Davis (R) 51,7 % Ken Lucas (D) 43,4 % Brian Houillion (L) 4,9 %                                 |
| KY 5   | Hal Rogers   | Republikaner | 1980    | Wiedergewählt | Hal Rogers (R) 73,8 % Kenneth Stepp (D) 26,2 %                                                        |
| KY 6   | Ben Chandler | Demokrat     | 2004    | Wiedergewählt | Ben Chandler (D) 85,5 % Paul Ard (L) 14,5 %                                                           |

### Louisiana
| Bezirk | Amtsinhaber          | Partei       | Gewählt | Status                     | Resultat |
| ------ | -------------------- | ------------ | ------- | -------------------------- | --- |
| LA 1   | Bobby Jindal         | Republikaner | 2004    | Wiedergewählt              | Bobby Jindal (R) 88,1 % David Gereighty (D) 7,4 % Stacey Tallitsch (D) 3,4 % Peter Beary (L) 1,1 % |
| LA 2   | William J. Jefferson | Demokrat     | 1990    | Wiedergewählt in Stichwahl | William J. Jefferson * (D) 30,1 % (56,6 %) Karen Carter Peterson * (D) 21,7 % (43,4 %) Derrick Shepherd (D) 17,9 % Joe Lavigne (R) 13,3 % Troy Carter (D) 12,0 % Eric Bradley (R) 1,2 % Regina Bartholomew (D) 1,2 % John Edwards (D) 0,7 % Scott Barron (D) 0,7 % Gregory "Rhumbline" Kahn (L) 0,4 % Vinnie Mendoza (D) 0,4 % Lance von Udhe (R) 0,3 % Deven "D.C." Collins (D) 0,1 % |
| LA 3   | Charlie Melancon     | Demokrat     | 2004    | Wiedergewählt              | Charlie Melancon (D) 55,0 % Craig Romero (R) 40,3 % Olangee Breech (D) 3,1 % James Lee Blake, Jr. (L) 1,6 % |
| LA 4   | Jim McCrery          | Republikaner | 1988    | Wiedergewählt              | Jim McCrery (R) 57,4 % Artis Cash (D) 16,9 % Patti Cox (D) 13,2 % Chester Kelley (R) 12,4 % |
| LA 5   | Rodney Alexander     | Republikaner | 2002    | Wiedergewählt              | Rodney Alexander (R) 68,3 % Gloria Williams Hearn (D) 29,0 % Brent Sanders (L) 1,6 % John Watts (I) 1,1 % |
| LA 6   | Richard H. Baker     | Republikaner | 1986    | Wiedergewählt              | Richard H. Baker (R) 82,8 % Richard M. Fontanesi (L) 17,2 % |
| LA 7   | Charles Boustany     | Republikaner | 2004    | Wiedergewählt              | Charles Boustany (R) 70,7 % Mike Stagg (D) 29,3 % |

* Weil William J. Jefferson in der "open primary" Wahl vom 7. November 2006 nicht 50 % der Stimmen gewann, musste er am 9. Dezember 2006 gegen Karen Carter Peterson antreten, wobei er mit 57 % der Stimmen gewann.

### Maine
| Bezirk | Amtsinhaber  | Partei   | Gewählt | Status        | Resultat                                                                   |
| ------ | ------------ | -------- | ------- | ------------- | -------------------------------------------------------------------------- |
| ME 1   | Tom Allen    | Demokrat | 1996    | Wiedergewählt | Tom Allen (D) 60,8 % Darlene Curley (R) 31,3 % Dexter Kamilewicz (I) 7,9 % |
| ME 2   | Mike Michaud | Demokrat | 2002    | Wiedergewählt | Mike Michaud (D) 70,5 % Scott D'Amboise (R) 29,5 %                         |

### Maryland
| Bezirk | Amtsinhaber         | Partei       | Gewählt | Status                                           | Resultat                                                                        |
| ------ | ------------------- | ------------ | ------- | ------------------------------------------------ | ------------------------------------------------------------------------------- |
| MD 1   | Wayne Gilchrest     | Republikaner | 1990    | Wiedergewählt                                    | Wayne Gilchrest (R) 68,8 % Jim Corwin (D) 31,1 %                                |
| MD 2   | Dutch Ruppersberger | Demokrat     | 2002    | Wiedergewählt                                    | Dutch Ruppersberger (D) 69,2 % Jimmy Mathis (R) 30,7 %                          |
| MD 3   | Ben Cardin          | Demokrat     | 1986    | Nicht mehr angetreten (Kandidatur für den Senat) | John Sarbanes (D) 64,0 % John White (R) 33,8 % Charles Curtis McPeek (L) 2,1 %  |
| MD 4   | Albert Wynn         | Demokrat     | 1992    | Wiedergewählt                                    | Albert Wynn (D) 80,7 % Moshe Starkman (R) 18,6 %                                |
| MD 5   | Steny Hoyer         | Demokrat     | 1981    | Wiedergewählt                                    | Steny Hoyer (D) 82,7 % Steve Warner (G) 16,5 % Peter Kuhnert (C/Write-in) 0,3 % |
| MD 6   | Roscoe Bartlett     | Republikaner | 1992    | Wiedergewählt                                    | Roscoe Bartlett (R) 59,0 % Andrew Duck (D) 38,4 % Robert Kozak (G) 2,5 %        |
| MD 7   | Elijah Cummings     | Demokrat     | 1996    | Wiedergewählt                                    | Elijah Cummings (D) ohne Gegenkandidat                                          |
| MD 8   | Chris Van Hollen    | Demokrat     | 2002    | Wiedergewählt                                    | Chris Van Hollen (D) 76,5 % Jeff Stein (R) 21,9 % Gerard Giblin (G) 1,5 %       |

### Massachusetts
| Bezirk | Amtsinhaber     | Partei   | Gewählt | Status        | Resultat                                                              |
| ------ | --------------- | -------- | ------- | ------------- | --------------------------------------------------------------------- |
| MA 1   | John Olver      | Demokrat | 1991    | Wiedergewählt | John Olver (D) 76,5 % Bill Szych (I) 23,5 %                           |
| MA 2   | Richard Neal    | Demokrat | 1988    | Wiedergewählt | Richard Neal (D) ohne Gegenkandidat                                   |
| MA 3   | Jim McGovern    | Demokrat | 1996    | Wiedergewählt | Jim McGovern (D) ohne Gegenkandidat                                   |
| MA 4   | Barney Frank    | Demokrat | 1980    | Wiedergewählt | Barney Frank (D) ohne Gegenkandidat                                   |
| MA 5   | Marty Meehan    | Demokrat | 1992    | Wiedergewählt | Marty Meehan (D) ohne Gegenkandidat                                   |
| MA 6   | John F. Tierney | Demokrat | 1996    | Wiedergewählt | John F. Tierney (D) 69,7 % Rick Barton (R) 29,3 %                     |
| MA 7   | Ed Markey       | Demokrat | 1976    | Wiedergewählt | Ed Markey (D) ohne Gegenkandidat                                      |
| MA 8   | Mike Capuano    | Demokrat | 1998    | Wiedergewählt | Mike Capuano (D) 91,0 % Laura Garza (SW) 9,0 %                        |
| MA 9   | Stephen Lynch   | Demokrat | 2001    | Wiedergewählt | Stephen Lynch (D) 78,2 % Jack Robinson III (R) 21,8 %                 |
| MA 10  | Bill Delahunt   | Demokrat | 1996    | Wiedergewählt | Bill Delahunt (D) 64,3 % Jeff Beatty (R) 29,4 % Peter White (I) 6,3 % |

### Michigan
| Bezirk | Amtsinhaber               | Partei       | Gewählt | Status                                       | Resultat |
| ------ | ------------------------- | ------------ | ------- | -------------------------------------------- | --- |
| MI 1   | Bart Stupak               | Demokrat     | 1992    | Wiedergewählt                                | Bart Stupak (D) 69,4 % Dan Hooper (R) 28,0 % Joshua Warren (Taxpayers) 0,9 % David Newland (G) 0,9 % Ken Proctor (L) 0,8 %                               |
| MI 2   | Pete Hoekstra             | Republikaner | 1992    | Wiedergewählt                                | Pete Hoekstra (R) 66,4 % Kimon Kotos (D) 31,6 % Ronald Graeser (Taxpayers) 1,0 % Steven Van Til (L) 1,0 %                                                |
| MI 3   | Vern Ehlers               | Republikaner | 1993    | Wiedergewählt                                | Vern Ehlers (R) 63,1 % Jim Rinck (D) 34,6 % Jeff Steinport (L) 1,4 % Rodger Gurk (G) 0,9 %                                                               |
| MI 4   | David Lee Camp            | Republikaner | 1990    | Wiedergewählt                                | David Lee Camp (R) 60,6 % Mike Huckleberry (D) 37,9 % John Emerick (Taxpayers) 0,8 % Allitta Hren (L) 0,7 %                                              |
| MI 5   | Dale E. Kildee            | Demokrat     | 1976    | Wiedergewählt                                | Dale E. Kildee (D) 72,9 % Eric Klammer (R) 25,2 % Ken Mathenia (G) 1,0 % Steve Samoranksi II (L) 0,9 %                                                   |
| MI 6   | Fred Upton                | Republikaner | 1986    | Wiedergewählt                                | Fred Upton (R) 60,6 % Kim Clark (D) 37,9 % Kenneth Howe (L) 1,5 %                                                                                        |
| MI 7   | Joe Schwarz               | Republikaner | 2004    | Nicht mehr angetreten (Abgewählt in Primary) | Tim Walberg (R) 49,9 % Sharon Renier (D) 46,0 % Robert Hutchinson (L) 1,5 % David Horn (Taxpayers) 1,5 % Joe Schwarz (Write-in) 1,1 %                    |
| MI 8   | Mike J. Rogers            | Republikaner | 2000    | Wiedergewählt                                | Mike J. Rogers (R) 55,3 % Jim Marcinkowski (D) 42,9 % Dick Gach (L) 1,0 % Aaron Stuttman (G) 0,8 %                                                       |
| MI 9   | Joe Knollenberg           | Republikaner | 1992    | Wiedergewählt                                | Joe Knollenberg (R) 51,6 % Nancy Skinner (D) 46,2 % Adam Goodman (L) 1,3 % Matthew Abel (G) 0,9 %                                                        |
| MI 10  | Candice Miller            | Republikaner | 2002    | Wiedergewählt                                | Candice Miller (R) 66,2 % Robert Denison (D) 31,3 % Mark Byrne (L) 1,1 % Candace Caveny (G) 0,7 % Richard Gualdoni (Taxpayers) 0,7 %                     |
| MI 11  | Thaddeus McCotter         | Republikaner | 2002    | Wiedergewählt                                | Thaddeus McCotter (R) 54,1 % Tony Trupiano (D) 43,0 % John Tatar (L) 1,6 % Charles Tackett (Taxpayers) 1,3 %                                             |
| MI 12  | Sander M. Levin           | Demokrat     | 1982    | Wiedergewählt                                | Sander M. Levin (D) 70,2 % Randell Shafer (R) 26,1 % Andy Lecureaux (L) 1,3 % Les Townsend (Taxpayers) 0,9 % Jerome White (I) 0,8 % Art Mayatt (G) 0,7 % |
| MI 13  | Carolyn Cheeks Kilpatrick | Demokrat     | 1996    | Wiedergewählt                                | Carolyn Cheeks Kilpatrick (D) ohne Gegenkandidat |
| MI 14  | John Conyers              | Demokrat     | 1964    | Wiedergewählt                                | John Conyers (D) 85,3 % Chad Miles (R) 14,7 % |
| MI 15  | John Dingell              | Demokrat     | 1955    | Wiedergewählt                                | John Dingell (D) 87,9 % Aimee Smith (G) 4,6 % Gregory Stempfle (L) 4,1 % Robert Czak (Taxpayers) 3,4 %                                                   |

### Minnesota
| Bezirk | Amtsinhaber      | Partei       | Gewählt | Status                                           | Resultat                                                                               |
| ------ | ---------------- | ------------ | ------- | ------------------------------------------------ | -------------------------------------------------------------------------------------- |
| MN 1   | Gil Gutknecht    | Republikaner | 1994    | Abgewählt                                        | Tim Walz (D) 52,7 % Gil Gutknecht (R) 47,1 %                                           |
| MN 2   | John Kline       | Republikaner | 2002    | Wiedergewählt                                    | John Kline (R) 56,2 % Coleen Rowley (D) 40,0 % Douglas Williams (IP) 3,7 %             |
| MN 3   | Jim Ramstad      | Republikaner | 1990    | Wiedergewählt                                    | Jim Ramstad (R) 64,9 % Wendy Wilde (D) 35,0 %                                          |
| MN 4   | Betty McCollum   | Demokrat     | 2000    | Wiedergewählt                                    | Betty McCollum (D) 69,5 % Obi Sium (R) 30,2 %                                          |
| MN 5   | Martin Olav Sabo | Demokrat     | 1978    | Nicht mehr angetreten                            | Keith Ellison (D) 55,6 % Alan Fine (R) 21,3 % Tammy Lee (IP) 21,0 % Jay Pond (G) 2,0 % |
| MN 6   | Mark Kennedy     | Republikaner | 2000    | Nicht mehr angetreten (Kandidatur für den Senat) | Michele Bachmann (R) 50,1 % Patty Wetterling (D) 42,1 % John Binkowski (IP) 7,8 %      |
| MN 7   | Collin Peterson  | Demokrat     | 1990    | Wiedergewählt                                    | Collin Peterson (D) 69,7 % Mike Barrett (R) 29,0 % Ken Lucier (C) 1,3 %                |
| MN 8   | Jim Oberstar     | Demokrat     | 1974    | Wiedergewählt                                    | Jim Oberstar (D) 63,6 % Rod Grams (R) 34,4 % Harry Welty (Unity) 1,9 %                 |

### Mississippi
| Bezirk | Amtsinhaber     | Partei       | Gewählt | Status        | Resultat                                                                  |
| ------ | --------------- | ------------ | ------- | ------------- | ------------------------------------------------------------------------- |
| MS 1   | Roger Wicker    | Republikaner | 1994    | Wiedergewählt | Roger Wicker (R) 65,9 % Ken Hurt (D) 34,1 %                               |
| MS 2   | Bennie Thompson | Demokrat     | 1993    | Wiedergewählt | Bennie Thompson (D) 64,3 % Yvonne Brown (R) 35,7 %                        |
| MS 3   | Chip Pickering  | Republikaner | 1996    | Wiedergewählt | Chip Pickering (R) 77,7 % Jim Giles (I) 16,1 % Lamonica Magee (Ref) 6,2 % |
| MS 4   | Gene Taylor     | Demokrat     | 1989    | Wiedergewählt | Gene Taylor (D) 79,8 % Randy McDonnell (R) 20,2 %                         |

### Missouri
| Bezirk | Amtsinhaber       | Partei       | Gewählt | Status        | Gegenkandidat                                                                                                  |
| ------ | ----------------- | ------------ | ------- | ------------- | --- |
| MO 1   | William Lacy Clay | Demokrat     | 2000    | Wiedergewählt | William Lacy Clay (D) 72,9 % Mark Byrne (R) 24,7 % Robb Cunningham (L) 2,4 %                                   |
| MO 2   | Todd Akin         | Republikaner | 2000    | Wiedergewählt | Todd Akin (R) 61,3 % George Weber (D) 36,6 % Tamara Millay (L) 2,1 %                                           |
| MO 3   | Russ Carnahan     | Demokrat     | 2004    | Wiedergewählt | Russ Carnahan (D) 65,6 % David Bertelsen (R) 31,7 % Rob Christophel (L) 1,9 % David Sladky (Progressive) 0,8 % |
| MO 4   | Ike Skelton       | Demokrat     | 1976    | Wiedergewählt | Ike Skelton (D) 67,6 % Jim Noland (R) 29,4 % Bryce Holthouse (L) 1,9 % Mel Ivey (Progressive) 1,0 %            |
| MO 5   | Emanuel Cleaver   | Demokrat     | 2004    | Wiedergewählt | Emanuel Cleaver (D) 64,2 % Jacob Turk (R) 32,3 % Randy Langkraehr (L) 3,5 %                                    |
| MO 6   | Sam Graves        | Republikaner | 2000    | Wiedergewählt | Sam Graves (R) 61,6 % Sara Jo Shettles (D) 35,7 % Erik Buck (L) 1,9 % Shirley Yurkonis (Progressive) 0,7 %     |
| MO 7   | Roy Blunt         | Republikaner | 1996    | Wiedergewählt | Roy Blunt (R) 66,7 % Jack Truman (D) 30,1 % Kevin Craig (L) 3,1 %                                              |
| MO 8   | Jo Ann Emerson    | Republikaner | 1996    | Wiedergewählt | Jo Ann Emerson (R) 71,6 % Veronica Hambacker (D) 26,4 % Brandon McCullough (L) 2,0 %                           |
| MO 9   | Kenny Hulshof     | Republikaner | 1996    | Wiedergewählt | Kenny Hulshof (R) 61,4 % Duane Burghard (D) 35,9 % Steven Hedrick (L) 1,6 % Bill Hastings (Progressive) 1,0 %  |

### Montana
| Bezirk      | Amtsinhaber   | Partei       | Gewählt | Status        | Gegenkandidat                                                             |
| ----------- | ------------- | ------------ | ------- | ------------- | ------------------------------------------------------------------------- |
| MT At Large | Denny Rehberg | Republikaner | 2000    | Wiedergewählt | Denny Rehberg (R) 59,0 % Monica Lindeen (D) 39,1 % Mike Fellows (L) 1,9 % |

### Nebraska
| Bezirk | Amtsinhaber      | Partei       | Gewählt | Status                                                    | Gegenkandidat                                      |
| ------ | ---------------- | ------------ | ------- | --------------------------------------------------------- | -------------------------------------------------- |
| NE 1   | Jeff Fortenberry | Republikaner | 2004    | Wiedergewählt                                             | Jeff Fortenberry (R) 58,4 % Maxine Moul (D) 41,6 % |
| NE 2   | Lee Terry        | Republikaner | 1998    | Wiedergewählt                                             | Lee Terry (R) 54,7 % Jim Esch (D) 45,3 %           |
| NE 3   | Tom Osborne      | Republikaner | 2000    | Nicht mehr angetreten (Kandidatur für das Gouverneursamt) | Adrian M. Smith (R) 55,0 % Scott Kleeb (D) 45,0 %  |

### Nevada
| Bezirk | Amtsinhaber     | Partei       | Gewählt | Status                                                    | Gegenkandidat |
| ------ | --------------- | ------------ | ------- | --------------------------------------------------------- | --- |
| NV 1   | Shelley Berkley | Demokrat     | 1998    | Wiedergewählt                                             | Shelley Berkley (D) 64,8 % Kenneth Wegner (R) 31,2 % Jim Duensing (L) 2,2 % Darnell Roberts (Independent American) 1,8 % |
| NV 2   | Jim Gibbons     | Republikaner | 1996    | Nicht mehr angetreten (Kandidatur für das Gouverneursamt) | Dean Heller (R) 50,4 % Jill Derby (D) 44,9 % Daniel Rosen (I) 2,4 % James Kroshus (Independent American) 2,3 %           |
| NV 3   | Jon Porter      | Republikaner | 2002    | Wiedergewählt                                             | Jon Porter (R) 48,5 % Tessa Hafen (D) 46,6 % Joshua Hansen (Independent American) 2,5 % Joseph Silvestri (L) 2,4 %       |

### New Hampshire
| Bezirk | Amtsinhaber  | Partei       | Gewählt | Status    | Gegenkandidat                                                       |
| ------ | ------------ | ------------ | ------- | --------- | ------------------------------------------------------------------- |
| NH 1   | Jeb Bradley  | Republikaner | 2002    | Abgewählt | Carol Shea-Porter (D) 51,3 % Jeb Bradley (R) 48,7 %                 |
| NH 2   | Charles Bass | Republikaner | 1994    | Abgewählt | Paul Hodes (D) 52,7 % Charles Bass (R) 45,6 % Ken Blevens (L) 1,6 % |

### New Jersey
| Bezirk | Amtsinhaber          | Partei       | Gewählt | Status        | Gegenkandidat |
| ------ | -------------------- | ------------ | ------- | ------------- | --- |
| NJ 1   | Rob Andrews          | Demokrat     | 1990    | Wiedergewählt | Rob Andrews (D) ohne Gegenkandidat |
| NJ 2   | Frank LoBiondo       | Republikaner | 1994    | Wiedergewählt | Frank LoBiondo (R) 61,6 % Viola Thomas-Hughes (D) 35,6 % Robert Mullock (I) 1,7 % Lynn Merle (I) 0,5 % Thomas Fanslau (I) 0,3 % Willie Norwood (S) 0,2 % |
| NJ 3   | Jim Saxton           | Republikaner | 1984    | Wiedergewählt | Jim Saxton (R) 58,4 % Rich Sexton (D) 41,0 % Ken Feduniewicz (I) 0,6 %                                                                                   |
| NJ 4   | Chris Smith          | Republikaner | 1980    | Wiedergewählt | Chris Smith (R) 65,7 % Carol Gay (D) 33,2 % Jay Edgar (L) 0,8 % Louis Wary (I) 0,3 %                                                                     |
| NJ 5   | Scott Garrett        | Republikaner | 2000    | Wiedergewählt | Scott Garrett (R) 54,9 % Paul Aronsohn (D) 43,8 % Matthew Fretz (I) 1,3 %                                                                                |
| NJ 6   | Frank Pallone        | Demokrat     | 1988    | Wiedergewählt | Frank Pallone (D) 68,6 % Leigh-Ann Bellew (R) 30,3 % Herbert Tarbous (I) 1,1 %                                                                           |
| NJ 7   | Mike Ferguson        | Republikaner | 2000    | Wiedergewählt | Mike Ferguson (R) 49,4 % Linda Stender (D) 47,9 % Thomas Abrams (I) 1,6 % Darren Young (L) 1,0 %                                                         |
| NJ 8   | Bill Pascrell        | Demokrat     | 1996    | Wiedergewählt | Bill Pascrell (D) 70,9 % Jose Sandoval (R) 28,4 % Lou Jasikoff (L) 0,7 %                                                                                 |
| NJ 9   | Steve Rothman        | Demokrat     | 1996    | Wiedergewählt | Steve Rothman (D) 71,5 % Vincent Micco (R) 27,6 % Michael Jarvis (I) 0,9 %                                                                               |
| NJ 10  | Donald M. Payne      | Demokrat     | 1988    | Wiedergewählt | Donald M. Payne (D) ohne Gegenkandidat |
| NJ 11  | Rodney Frelinghuysen | Republikaner | 1994    | Wiedergewählt | Rodney Frelinghuysen (R) 62,1 % Tom Wyka (D) 36,6 % Richard Roth (L) 0,9 % John Mele (C) 0,4 %                                                           |
| NJ 12  | Rush D. Holt Jr.     | Demokrat     | 1998    | Wiedergewählt | Rush D. Holt Jr. (D) 65,7 % Joseph Sinagra (R) 34,3 % |
| NJ 13  | unbesetzt            |              |         |               | Albio Sires (D) 77,5 % John Guarini (R) 19,4 % Brian Williams (SWP) 1,0 % Herbert Shaw (I) 1,0 % Dick Hester (I) 0,6 % Esmat Zaklama (I) 0,5 %           |

### New Mexico
| Bezirk | Amtsinhaber    | Partei       | Gewählt | Status        | Gegenkandidat                                           |
| ------ | -------------- | ------------ | ------- | ------------- | ------------------------------------------------------- |
| NM 1   | Heather Wilson | Republikaner | 1998    | Wiedergewählt | Heather Wilson (R) 50,2 % Patricia A. Madrid (D) 49,8 % |
| NM 2   | Steve Pearce   | Republikaner | 2002    | Wiedergewählt | Steve Pearce (R) 59,4 % Albert Kissling (D) 40,5 %      |
| NM 3   | Tom Udall      | Demokrat     | 1998    | Wiedergewählt | Tom Udall (D) 74,6 % Ron Dolin (R) 25,4 %               |

### New York
| Bezirk | Amtsinhaber        | Partei       | Gewählt | Status                | Gegenkandidat                                                                                              |
| ------ | ------------------ | ------------ | ------- | --------------------- | --- |
| NY 1   | Tim Bishop         | Demokrat     | 2002    | Wiedergewählt         | Tim Bishop (D) 62,2 % Italo Zanzi (R) 37,8 %                                                               |
| NY 2   | Steve Israel       | Demokrat     | 2000    | Wiedergewählt         | Steve Israel (D) 70,4 % Josh Price (R) 29,6 %                                                              |
| NY 3   | Peter T. King      | Republikaner | 1992    | Wiedergewählt         | Peter T. King (R) 56,0 % David Mejias (D) 44,0 %                                                           |
| NY 4   | Carolyn McCarthy   | Demokrat     | 1996    | Wiedergewählt         | Carolyn McCarthy (D) 64,9 % Martin Blessinger (R) 35,1 %                                                   |
| NY 5   | Gary Ackerman      | Demokrat     | 1983    | Wiedergewählt         | Gary Ackerman (D) ohne Gegenkandidat                                                                       |
| NY 6   | Gregory Meeks      | Demokrat     | 1998    | Wiedergewählt         | Gregory Meeks (D) ohne Gegenkandidat                                                                       |
| NY 7   | Joseph Crowley     | Demokrat     | 1998    | Wiedergewählt         | Joseph Crowley (D) 84,0 % Kevin Brawley (R) 16,0 %                                                         |
| NY 8   | Jerrold Nadler     | Demokrat     | 1992    | Wiedergewählt         | Jerrold Nadler (D) 85,0 % Eleanor Friedman (R) 13,6 % Dennis Adornato (Cons) 1,4 %                         |
| NY 9   | Anthony Weiner     | Demokrat     | 1998    | Wiedergewählt         | Anthony Weiner (D) ohne Gegenkandidat                                                                      |
| NY 10  | Ed Towns           | Demokrat     | 1982    | Wiedergewählt         | Ed Towns (D) 92,2 % Jonathan Anderson (R) 5,9 % Ernest Johnson (Cons) 1,9 %                                |
| NY 11  | Major Owens        | Demokrat     | 1982    | Nicht mehr angetreten | Yvette Clarke (D) 90,0 % Stephen Finger (R) 7,6 % Mariana Blume (Cons) 1,4 % Ollie McClean (Freedom) 1,0 % |
| NY 12  | Nydia Velázquez    | Demokrat     | 1992    | Wiedergewählt         | Nydia Velázquez (D) 89,7 % Allan Romaguera (R) 10,3 %                                                      |
| NY 13  | Vito Fossella      | Republikaner | 1997    | Wiedergewählt         | Vito Fossella (R) 56,8 % Steve Harrison (D) 43,2 %                                                         |
| NY 14  | Carolyn B. Maloney | Demokrat     | 1992    | Wiedergewählt         | Carolyn B. Maloney (D) 84,5 % Danniel Maio (R) 15,5 %                                                      |
| NY 15  | Charles B. Rangel  | Demokrat     | 1970    | Wiedergewählt         | Charles B. Rangel (D) 94,0 % Edward Daniels (R) 6,0 %                                                      |
| NY 16  | José Serrano       | Demokrat     | 1990    | Wiedergewählt         | José Serrano (D) 95,3 % Ali Mohamed (R) 4,7 %                                                              |
| NY 17  | Eliot Engel        | Demokrat     | 1988    | Wiedergewählt         | Eliot Engel (D) 76,4 % Jim Faulkner (R) 23,6 %                                                             |
| NY 18  | Nita Lowey         | Demokrat     | 1988    | Wiedergewählt         | Nita Lowey (D) 70,7 % Richard A. Hoffman (R) 29,3 %                                                        |
| NY 19  | Sue W. Kelly       | Republikaner | 1994    | Abgewählt             | John Hall (D) 51,2 % Sue W. Kelly (R) 48,8 %                                                               |
| NY 20  | John E. Sweeney    | Republikaner | 1998    | Abgewählt             | Kirsten Gillibrand (D) 53,1 % John E. Sweeney (R) 46,9 %                                                   |
| NY 21  | Michael R. McNulty | Demokrat     | 1988    | Wiedergewählt         | Michael R. McNulty (D) 78,2 % Warren Redlich (R) 21,8 %                                                    |
| NY 22  | Maurice Hinchey    | Demokrat     | 1992    | Wiedergewählt         | Maurice Hinchey (D) ohne Gegenkandidat                                                                     |
| NY 23  | John M. McHugh     | Republikaner | 1992    | Wiedergewählt         | John M. McHugh (R) 63,1 % Robert Johnson (D) 36,9 %                                                        |
| NY 24  | Sherwood Boehlert  | Republikaner | 1982    | Nicht mehr angetreten | Mike Arcuri (D) 53,9 % Raymond Meier (R) 45,0 % Mike Sylvia (L) 1,1 %                                      |
| NY 25  | James T. Walsh     | Republikaner | 1988    | Wiedergewählt         | James T. Walsh (R) 50,8 % Dan Maffei (D) 49,2 %                                                            |
| NY 26  | Thomas M. Reynolds | Republikaner | 1998    | Wiedergewählt         | Thomas M. Reynolds (R) 52,0 % Jack Davis (D) 48,0 %                                                        |
| NY 27  | Brian Higgins      | Demokrat     | 2004    | Wiedergewählt         | Brian Higgins (D) 79,3 % Michael J. McHale (R) 20,7 %                                                      |
| NY 28  | Louise Slaughter   | Demokrat     | 1986    | Wiedergewählt         | Louise Slaughter (D) 73,2 % John Donnelly (R) 26,8 %                                                       |
| NY 29  | Randy Kuhl         | Republikaner | 2004    | Wiedergewählt         | Randy Kuhl (R) 51,5 % Eric Massa (D) 48,5 %                                                                |

### North Carolina
| Bezirk | Amtsinhaber       | Partei       | Gewählt | Status        | Gegenkandidat                                         |
| ------ | ----------------- | ------------ | ------- | ------------- | ----------------------------------------------------- |
| NC 1   | G. K. Butterfield | Demokrat     | 2004    | Wiedergewählt | G. K. Butterfield (D) ohne Gegenkandidat              |
| NC 2   | Bob Etheridge     | Demokrat     | 1996    | Wiedergewählt | Bob Etheridge (D) 66,5 % Dan Mansell (R) 33,5 %       |
| NC 3   | Walter B. Jones   | Republikaner | 1994    | Wiedergewählt | Walter B. Jones (R) 68,6 % Craig Weber (D) 31,4 %     |
| NC 4   | David Price       | Demokrat     | 1996    | Wiedergewählt | David Price (D) 65,0 % Steven Acuff (R) 35,0 %        |
| NC 5   | Virginia Foxx     | Republikaner | 2004    | Wiedergewählt | Virginia Foxx (R) 57,2 % Roger Sharpe (D) 42,8 %      |
| NC 6   | Howard Coble      | Republikaner | 1984    | Wiedergewählt | Howard Coble (R) 70,8 % Rory Blake (D) 29,2 %         |
| NC 7   | Mike McIntyre     | Demokrat     | 1996    | Wiedergewählt | Mike McIntyre (D) 72,8 % Shirley Davis (R) 27,2 %     |
| NC 8   | Robin Hayes       | Republikaner | 1998    | Wiedergewählt | Robin Hayes (R) 50,1 % Larry Kissell (D) 49,9 %       |
| NC 9   | Sue Myrick        | Republikaner | 1994    | Wiedergewählt | Sue Myrick (R) 66,5 % Bill Glass (D) 33,5 %           |
| NC 10  | Patrick McHenry   | Republikaner | 2004    | Wiedergewählt | Patrick McHenry (R) 61,8 % Richard Carsner (D) 38,2 % |
| NC 11  | Charles Taylor    | Republikaner | 1990    | Abgewählt     | Heath Shuler (D) 53,8 % Charles Taylor (R) 46,2 %     |
| NC 12  | Mel Watt          | Demokrat     | 1992    | Wiedergewählt | Mel Watt (D) 67,0 % Ada Fisher (R) 33,0 %             |
| NC 13  | Brad Miller       | Demokrat     | 2002    | Wiedergewählt | Brad Miller (D) 63,7 % Vernon Robinson (R) 36,3 %     |

### North Dakota
| Bezirk      | Amtsinhaber  | Partei         | Gewählt | Status        | Gegenkandidat                                          |
| ----------- | ------------ | -------------- | ------- | ------------- | ------------------------------------------------------ |
| ND At Large | Earl Pomeroy | Democratic-NPL | 1992    | Wiedergewählt | Earl Pomeroy (D-NPL) 65,7 % Matthew Mechtel (R) 34,3 % |

### Ohio
| Bezirk | Amtsinhaber           | Partei       | Gewählt | Status                                                    | Gegenkandidat                                                            |
| ------ | --------------------- | ------------ | ------- | --------------------------------------------------------- | ------------------------------------------------------------------------ |
| OH 1   | Steve Chabot          | Republikaner | 1994    | Wiedergewählt                                             | Steve Chabot (R) 52,3 % John Cranley (D) 47,7 %                          |
| OH 2   | Jean Schmidt          | Republikaner | 2005    | Wiedergewählt                                             | Jean Schmidt (R) 50,5 % Victoria Wulsin (D) 49,4 %                       |
| OH 3   | Mike Turner           | Republikaner | 2002    | Wiedergewählt                                             | Mike Turner (R) 58,5 % J. Richard Chema (D) 41,5 %                       |
| OH 4   | Mike Oxley            | Republikaner | 1981    | Nicht mehr angetreten                                     | Jim Jordan (R) 60,0 % Richard Siferd (D) 40,0 %                          |
| OH 5   | Paul Gillmor          | Republikaner | 1988    | Wiedergewählt                                             | Paul Gillmor (R) 56,9 % Robin Weirauch (D) 43,1 %                        |
| OH 6   | Ted Strickland        | Demokrat     | 1992    | Nicht mehr angetreten (Kandidatur für das Gouverneursamt) | Charlie Wilson (D) 62,1 % Chuck Blasdel (R) 37,9 %                       |
| OH 7   | Dave Hobson           | Republikaner | 1990    | Wiedergewählt                                             | Dave Hobson (R) 60,6 % Bill Conner (D) 39,4 %                            |
| OH 8   | John Boehner          | Republikaner | 1990    | Wiedergewählt                                             | John Boehner (R) 63,8 % Mort Meier (D) 36,2 %                            |
| OH 9   | Marcy Kaptur          | Demokrat     | 1982    | Wiedergewählt                                             | Marcy Kaptur (D) 73,6 % Bradley Leavitt (R) 26,4 %                       |
| OH 10  | Dennis Kucinich       | Demokrat     | 1996    | Wiedergewählt                                             | Dennis Kucinich (D) 66,4 % Mike Dovilla (R) 33,6 %                       |
| OH 11  | Stephanie Tubbs Jones | Demokrat     | 1998    | Wiedergewählt                                             | Stephanie Tubbs Jones (D) 83,4 % Lindsey String (R) 16,6 %               |
| OH 12  | Pat Tiberi            | Republikaner | 2000    | Wiedergewählt                                             | Pat Tiberi (R) 57,3 % Bob Shamansky (D) 42,7 %                           |
| OH 13  | Sherrod Brown         | Demokrat     | 1992    | Nicht mehr angetreten (Kandidatur für den Senat)          | Betty Sutton (D) 61,2 % Craig Foltin (R) 38,8 %                          |
| OH 14  | Steve LaTourette      | Republikaner | 1994    | Wiedergewählt                                             | Steve LaTourette (R) 57,6 % Lewis Katz (D) 39,0 % Werner Lange (I) 3,4 % |
| OH 15  | Deborah Pryce         | Republikaner | 1992    | Wiedergewählt                                             | Deborah Pryce (R) 50,2 % Mary Jo Kilroy (D) 49,7 %                       |
| OH 16  | Ralph Regula          | Republikaner | 1972    | Wiedergewählt                                             | Ralph Regula (R) 58,3 % Tom Shaw (D) 41,7 %                              |
| OH 17  | Tim Ryan              | Demokrat     | 2002    | Wiedergewählt                                             | Tim Ryan (D) 80,3 % Don Manning III (R) 19,7 %                           |
| OH 18  | unbesetzt*            |              |         |                                                           | Zack Space (D) 62,1 % Joy Padgett (R) 37,9 %                             |

* Der Wahlbezirk 18 wurde durch Robert Ney gehalten, der am 3. November 2006 zurücktrat, nachdem er im Rahmen des Abramoff-Skandals verurteilt worden war.

### Oklahoma
| Bezirk | Partei           | Gewählt      | Status | Gegenkandidat                                             |                                                                                 |
| ------ | ---------------- | ------------ | ------ | --------------------------------------------------------- | ------------------------------------------------------------------------------- |
| OK 1   | John A. Sullivan | Republikaner | 2002   | Wiedergewählt                                             | John A. Sullivan (R) 63,6 % Alan Gentges (D) 30,9 % Bill Wortman (I) 5,5 %      |
| OK 2   | Dan Boren        | Demokrat     | 2004   | Wiedergewählt                                             | Dan Boren (D) 72,7 % Patrick Miller (R) 27,3 %                                  |
| OK 3   | Frank Lucas      | Republikaner | 1994   | Wiedergewählt                                             | Frank Lucas (R) 67,5 % Susan Barton (D) 32,5 %                                  |
| OK 4   | Tom Cole         | Republikaner | 2002   | Wiedergewählt                                             | Tom Cole (R) 64,6 % Hal Spake (D) 35,4 %                                        |
| OK 5   | Ernest Istook    | Republikaner | 1992   | Nicht mehr angetreten (Kandidatur für das Gouverneursamt) | Mary Fallin (R) 60,4 % David Hunter (D) 37,3 % Matthew Horton Woodson (I) 2,3 % |

### Oregon
| Bezirk | Amtsinhaber     | Partei       | Gewählt | Status        | Gegenkandidat                                                                                                 |
| ------ | --------------- | ------------ | ------- | ------------- | --- |
| OR 1   | David Wu        | Demokrat     | 1998    | Wiedergewählt | David Wu (D) 62,8 % Derrick Kitts (R) 33,7 % Drake Davis (L) 1,7 % Dean Wolf (C) 1,6 %                        |
| OR 2   | Greg Walden     | Republikaner | 1998    | Wiedergewählt | Greg Walden (R) 66,8 % Carol Voisin (D) 30,4 % Jack Alan Brown Jr. (C) 2,6 %                                  |
| OR 3   | Earl Blumenauer | Demokrat     | 1996    | Wiedergewählt | Earl Blumenauer (D) 73,5 % Bruce Broussard (R) 23,5 % David Brownlow (C) 2,8 %                                |
| OR 4   | Peter DeFazio   | Demokrat     | 1986    | Wiedergewählt | Peter DeFazio (D) 62,3 % Jim Feldkamp (R) 37,6 %                                                              |
| OR 5   | Darlene Hooley  | Demokrat     | 1996    | Wiedergewählt | Darlene Hooley (D) 54,0 % Mike Erickson (R) 42,8 % Paul Aranas (Pacific Green) 1,5 % Doug Patterson (C) 1,5 % |

### Pennsylvania
| Bezirk | Amtsinhaber         | Partei       | Gewählt | Status        | Gegenkandidat                                                                 |
| ------ | ------------------- | ------------ | ------- | ------------- | ----------------------------------------------------------------------------- |
| PA 1   | Bob Brady           | Demokrat     | 1998    | Wiedergewählt | Bob Brady (D) ohne Gegenkandidat                                              |
| PA 2   | Chaka Fattah        | Demokrat     | 1994    | Wiedergewählt | Chaka Fattah (D) 88,6 % Michael Gessner (R) 9,2 % Dave Baker (G) 2,2 %        |
| PA 3   | Phil English        | Republikaner | 1994    | Wiedergewählt | Phil English (R) 53,6 % Steven Porter (D) 42,1 % Tim Hagberg (C) 4,3 %        |
| PA 4   | Melissa Hart        | Republikaner | 2000    | Abgewählt     | Jason Altmire (D) 51,9 % Melissa Hart (R) 48,1 %                              |
| PA 5   | John E. Peterson    | Republikaner | 1996    | Wiedergewählt | John E. Peterson (R) 60,1 % Don Hilliard (D) 39,9 %                           |
| PA 6   | Jim Gerlach         | Republikaner | 2002    | Wiedergewählt | Jim Gerlach (R) 50,7 % Lois Murphy (D) 49,3 %                                 |
| PA 7   | Curt Weldon         | Republikaner | 1986    | Abgewählt     | Joe Sestak (D) 56,4 % Curt Weldon (R) 43,6 %                                  |
| PA 8   | Mike Fitzpatrick    | Republikaner | 2004    | Abgewählt     | Patrick Murphy (D) 50,3 % Mike Fitzpatrick (R) 49,7 %                         |
| PA 9   | Bill Shuster        | Republikaner | 2001    | Wiedergewählt | Bill Shuster (R) 60,3 % Tony Barr (D) 39,7 %                                  |
| PA 10  | Don Sherwood        | Republikaner | 1998    | Abgewählt     | Chris Carney (D) 52,9 % Don Sherwood (R) 47,1 %                               |
| PA 11  | Paul E. Kanjorski   | Demokrat     | 1984    | Wiedergewählt | Paul E. Kanjorski (D) 72,5 % Joseph Leonardi (R) 27,5 %                       |
| PA 12  | John Murtha         | Demokrat     | 1974    | Wiedergewählt | John Murtha (D) 60,8 % Diana Irey (R) 39,2 %                                  |
| PA 13  | Allyson Schwartz    | Demokrat     | 2004    | Wiedergewählt | Allyson Schwartz (D) 66,1 % Raj Bhakta (R) 33,9 %                             |
| PA 14  | Michael F. Doyle    | Demokrat     | 1994    | Wiedergewählt | Michael F. Doyle (D) 90,1 % Titus North (G) 9,9 %                             |
| PA 15  | Charlie Dent        | Republikaner | 2004    | Wiedergewählt | Charlie Dent (R) 53,6 % Charles Dertinger (D) 43,5 % Greta Browne (G) 2,9 %   |
| PA 16  | Joe Pitts           | Republikaner | 1996    | Wiedergewählt | Joe Pitts (R) 56,6 % Lois Herr (D) 39,5 % John Murphy (I) 3,9 %               |
| PA 17  | Tim Holden          | Demokrat     | 1992    | Wiedergewählt | Tim Holden (D) 64,5 % Matthew Wertz (R) 35,5 %                                |
| PA 18  | Tim Murphy          | Republikaner | 2002    | Wiedergewählt | Tim Murphy (R) 57,8 % Chad Kluko (D) 42,2 %                                   |
| PA 19  | Todd Russell Platts | Republikaner | 2000    | Wiedergewählt | Todd Russell Platts (R) 64,0 % Phil Avillo (D) 33,5 % Derf Maitland (G) 2,5 % |

### Rhode Island
| Bezirk | Amtsinhaber        | Partei   | Gewählt | Status        | Resultat                                                                          |
| ------ | ------------------ | -------- | ------- | ------------- | --------------------------------------------------------------------------------- |
| RI 1   | Patrick J. Kennedy | Demokrat | 1994    | Wiedergewählt | Patrick J. Kennedy (D) 69,2 % Jonathan Scott (R) 23,2 % Kenneth Capalbo (I) 7,6 % |
| RI 2   | Jim Langevin       | Demokrat | 2000    | Wiedergewählt | Jim Langevin (D) 72,7 % Rod Driver (I) 27,3 %                                     |

### South Carolina
| Bezirk | Amtsinhaber        | Partei       | Gewählt | Status        | Gegenkandidat                                                                                 |
| ------ | ------------------ | ------------ | ------- | ------------- | --------------------------------------------------------------------------------------------- |
| SC 1   | Henry E. Brown     | Republikaner | 2000    | Wiedergewählt | Henry E. Brown (R) 59,9 % Randy Maatta (D) 37,9 % James Dunn (G) 2,2 %                        |
| SC 2   | Joe Wilson         | Republikaner | 2001    | Wiedergewählt | Joe Wilson (R) 62,6 % Michael Ray Ellisor (D) 37,3 %                                          |
| SC 3   | J. Gresham Barrett | Republikaner | 2002    | Wiedergewählt | J. Gresham Barrett (R) 62,9 % Lee Ballenger (D) 37,1 %                                        |
| SC 4   | Bob Inglis         | Republikaner | 2004    | Wiedergewählt | Bob Inglis (R) 64,2 % William Griffith (D) 32,0 % John Cobin (L) 2,5 % Faye Walters (G) 1,3 % |
| SC 5   | John Spratt        | Demokrat     | 1982    | Wiedergewählt | John Spratt (D) 56,9 % Ralph Norman (R) 43,1 %                                                |
| SC 6   | Jim Clyburn        | Demokrat     | 1992    | Wiedergewählt | Jim Clyburn (D) 64,4 % Gary McLeod (R) 34,2 % Antonio Williams (G) 1,4 %                      |

### South Dakota
| Bezirk      | Amtsinhaber               | Partei   | Gewählt | Status        | Gegenkandidat                                                                          |
| ----------- | ------------------------- | -------- | ------- | ------------- | -------------------------------------------------------------------------------------- |
| SD At Large | Stephanie Herseth Sandlin | Demokrat | 2004    | Wiedergewählt | Stephanie Herseth Sandlin (D) 69,1 % Bruce Whalen (R) 29,3 % Larry Rudebusch (L) 1,6 % |

### Tennessee
| Bezirk | Amtsinhaber      | Partei       | Gewählt | Status                                           | Gegenkandidat |
| ------ | ---------------- | ------------ | ------- | ------------------------------------------------ | --- |
| TN 1   | Bill Jenkins     | Republikaner | 1996    | Nicht mehr angetreten                            | David Davis (R) 61,1 % Rick Trent (D) 36,9 % Bob Smith (G) 0,6 % James Reeves (I) 0,6 % Michael Peavler (I) 0,5 % Michael Sabri (I) 0,2 %                              |
| TN 2   | Jimmy Duncan     | Republikaner | 1998    | Wiedergewählt                                    | Jimmy Duncan (R) 77,7 % John Greene (D) 22,3 % |
| TN 3   | Zach Wamp        | Republikaner | 1994    | Wiedergewählt                                    | Zach Wamp (R) 65,7 % Brent Benedict (D) 34,3 % |
| TN 4   | Lincoln Davis    | Demokrat     | 2002    | Wiedergewählt                                    | Lincoln Davis (D) 67,5 % Ken Martin (R) 32,5 % |
| TN 5   | Jim Cooper       | Demokrat     | 2002    | Wiedergewählt                                    | Jim Cooper (D) 68,9 % Tom Kovach (R) 28,0 % Virginia Welsch (I) 2,1 % Scott Knapp (I) 1,0 %                                                                            |
| TN 6   | Bart Gordon      | Demokrat     | 1984    | Wiedergewählt                                    | Bart Gordon (D) 67,1 % Randy Stamps (R) 31,4 % Robert Garrison (I) 1,1 % Norman Saliba (I) 0,5 %                                                                       |
| TN 7   | Marsha Blackburn | Republikaner | 2002    | Wiedergewählt                                    | Marsha Blackburn (R) 66,0 % Bill Morrison (D) 31,8 % Katey Culver (G) 0,8 % James White (I) 0,4 % William Smith (I) 0,4 % John L. Rimer (I) 0,3 % Gayl Pratt (I) 0,3 % |
| TN 8   | John S. Tanner   | Demokrat     | 1988    | Wiedergewählt                                    | John S. Tanner (D) 73,2 % John Farmer (R) 26,8 % |
| TN 9   | Harold Ford Jr.  | Demokrat     | 1996    | Nicht mehr angetreten (Kandidatur für den Senat) | Steve Cohen (D) 59,9 % Jake Ford (I) 22,2 % Mark White (R) 18,0 % |

### Texas
| Bezirk | Amtsinhaber           | Partei       | Gewählt | Status                                                 | Gegenkandidat |
| ------ | --------------------- | ------------ | ------- | ------------------------------------------------------ | --- |
| TX 1   | Louie Gohmert         | Republikaner | 2004    | Wiedergewählt                                          | Louie Gohmert (R) 68,0 % Roger Owen (D) 30,3 % Donald Perkison (L) 1,7 % |
| TX 2   | Ted Poe               | Republikaner | 2004    | Wiedergewählt                                          | Ted Poe (R) 65,6 % Gary Binderim (D) 32,7 % Justo Perez (L) 1,7 % |
| TX 3   | Sam Johnson           | Republikaner | 1991    | Wiedergewählt                                          | Sam Johnson (R) 62,5 % Dan Dodd (D) 34,9 % Christopher Claytor (L) 2,6 % |
| TX 4   | Ralph Hall            | Republikaner | 1980    | Wiedergewählt                                          | Ralph Hall (R) 64,4 % Glenn Melancon (D) 33,4 % Kurt Helm (L) 2,1 % |
| TX 5   | Jeb Hensarling        | Republikaner | 2002    | Wiedergewählt                                          | Jeb Hensarling (R) 61,8 % Charlie Thompson (D) 35,6 % Mike Nelson (L) 2,6 % |
| TX 6   | Joe Barton            | Republikaner | 1984    | Wiedergewählt                                          | Joe Barton (R) 60,5 % David Harris (D) 37,1 % Carl Nulsen (L) 2,4 % |
| TX 7   | John Culberson        | Republikaner | 2000    | Wiedergewählt                                          | John Culberson (R) 59,2 % Jim Henley (D) 38,5 % Drew Parks (L) 2,3 % |
| TX 8   | Kevin Brady           | Republikaner | 1996    | Wiedergewählt                                          | Kevin Brady (R) 67,3 % James B. Wright (D) 32,7 % |
| TX 9   | Al Green              | Demokrat     | 2004    | Wiedergewählt                                          | Al Green (D) ohne Gegenkandidat |
| TX 10  | Michael McCaul        | Republikaner | 2004    | Wiedergewählt                                          | Michael McCaul (R) 55,3 % Ted Ankrum (D) 40,4 % Michael Badnarik (L) 4,3 % |
| TX 11  | Mike Conaway          | Republikaner | 2004    | Wiedergewählt                                          | Mike Conaway (R) ohne Gegenkandidat |
| TX 12  | Kay Granger           | Republikaner | 1996    | Wiedergewählt                                          | Kay Granger (R) 66,9 % John R. Morris (D) 31,1 % Gardner Osborne (L) 2,0 % |
| TX 13  | Mac Thornberry        | Republikaner | 1994    | Wiedergewählt                                          | Mac Thornberry (R) 74,4 % Roger Waun (D) 23,0 % Jim Thompson (L) 2,6 % |
| TX 14  | Ron Paul              | Republikaner | 1996    | Wiedergewählt                                          | Ron Paul (R) 60,2 % Shane Sklar (D) 39,8 % |
| TX 15  | Rubén Hinojosa        | Demokrat     | 1996    | Wiedergewählt                                          | Rubén Hinojosa (D) 61,8 % Paul Haring (R) 23,7 % Eddie Zamora (R) 14,5 % |
| TX 16  | Silvestre Reyes       | Demokrat     | 1996    | Wiedergewählt                                          | Silvestre Reyes (D) 78,7 % Gordon Strickland (L) 21,3 % |
| TX 17  | Chet Edwards          | Demokrat     | 1990    | Wiedergewählt                                          | Chet Edwards (D) 58,1 % Van Taylor (R) 40,3 % Guillermo Acosta (L) 1,6 % |
| TX 18  | Sheila Jackson Lee    | Demokrat     | 1994    | Wiedergewählt                                          | Sheila Jackson Lee (D) 76,6 % Ahmad Hassan (R) 19,1 % Patrick Warren (L) 4,3 % |
| TX 19  | Randy Neugebauer      | Republikaner | 2002    | Wiedergewählt                                          | Randy Neugebauer (R) 67,7 % Robert Ricketts (D) 29,8 % Fred Jones (L) 2,4 % Mike Sadler (Write-in) 0,1 % |
| TX 20  | Charlie Gonzalez      | Demokrat     | 1998    | Wiedergewählt                                          | Charlie Gonzalez (D) 87,4 % Michael Idrogo (L) 12,6 % |
| TX 21  | Lamar S. Smith        | Republikaner | 1986    | Wiedergewählt                                          | Lamar S. Smith (R) 60,1 % John Courage (D) 24,5 % Gene Kelly (D) 9,0 % Tommy Calvert (I) 2,6 % James Arthur Strohm (L) 2,0 % James Lyle Peterson (I) 1,1 % Mark Rossano (I) 0,7 %                                               |
| TX 22  | Shelley Sekula-Gibbs  | Republikaner | 2006    | Abgewählt (Sitz des früheren Republikaners Tom DeLay)* | Nick Lampson (D) 51,8 % Shelley Sekula-Gibbs (R/Write-in) 41,8 % Bob Smither (L) 6,1 % Don Richardson (Write-in) 0,3 % |
| TX 23  | Henry Bonilla         | Republikaner | 1992    | Abgewählt (Wahlbezirk nicht verfassungsgemäß) **       | Ciro Rodriguez (D)** 19,9 % (54,3 %) Henry Bonilla (R)** 48,6 % (45,7 %) Alvert Uresti (D) 11,8 % Lukin Gilliland (D) 11,1 % Craig T. Stephens (L) 2,7 % Augie Beltran (D) 2,1 % Rick Bolanos (D) 2,1 % Adrian DeLeon (D) 1,8 % |
| TX 24  | Kenny Marchant        | Republikaner | 2004    | Wiedergewählt                                          | Kenny Marchant (R) 59,8 % Gary Page (D) 37,2 % Mark Frohman (L) 3,0 % |
| TX 25  | Lloyd Doggett         | Demokrat     | 1994    | Wiedergewählt                                          | Lloyd Doggett (D) 67,3 % Grant Rostig (R) 26,3 % Barbara Cunningham (L) 4,2 % Brian Parrett (I) 2,2 % |
| TX 26  | Michael C. Burgess    | Republikaner | 2002    | Wiedergewählt                                          | Michael C. Burgess (R) 60,2 % Tim Barnwell (D) 37,2 % Rich Haas (L) 2,5 % |
| TX 27  | Solomon P. Ortiz      | Demokrat     | 1982    | Wiedergewählt                                          | Solomon P. Ortiz (D) 56,8 % Willie Vaden (R) 38,9 % Robert Powell (L) 4,3 % |
| TX 28  | Henry Cuellar         | Demokrat     | 2004    | Wiedergewählt                                          | Henry Cuellar (D) 67,6 % Frank Enriquez (D) 20,3 % Ron Avery (C) 12,1 % |
| TX 29  | Gene Green            | Demokrat     | 1992    | Wiedergewählt                                          | Gene Green (D) 73,5 % Eric Story (R) 24,4 % Clifford Lee Messina (L) 2,0 % |
| TX 30  | Eddie Bernice Johnson | Demokrat     | 1992    | Wiedergewählt                                          | Eddie Bernice Johnson (D) 80,2 % Wilson Aurbach (R) 17,6 % Ken Ashby (L) 2,2 % |
| TX 31  | John Carter           | Republikaner | 2002    | Wiedergewählt                                          | John Carter (R) 58,5 % Mary Beth Harrell (D) 38,8 % Matt McAdoo (L) 2,7 % |
| TX 32  | Pete Sessions         | Republikaner | 1996    | Wiedergewählt                                          | Pete Sessions (R) 56,4 % Will Pryor (D) 41,3 % John Hawley (L) 2,3 % |

* Der Wahlbezirk 22 wurde durch Tom DeLay gehalten, der nicht mehr antrat. Die Demokratische Partei versuchte die Republikanische Partei daran zu hindern, DeLay, der im März 2006 als Kandidat aufgestellt worden war, durch einen anderen Kandidaten zu ersetzen. Die Gerichte folgten der Argumentation der Demokratischen Partei und der Fall wurde nicht zur Revision an einer höheren Instanz zugelassen. Am 8. August 2006 gab Tom DeLay offiziell seinen Rücktritt von der Kandidatur bekannt.
** Die Grenzziehung von Wahlbezirk 23 wurde durch den Obersten Gerichtshof der Vereinigten Staaten als verfassungswidrig erklärt. Die Wahlkreisgrenzen mussten neu gezogen werden, was die Bezirke 15, 21, 23, 25, und 28 betraf.

### Utah
| Bezirk | Amtsinhaber  | Partei       | Gewählt | Status        | Gegenkandidat |
| ------ | ------------ | ------------ | ------- | ------------- | --- |
| UT 1   | Rob Bishop   | Republikaner | 2002    | Wiedergewählt | Rob Bishop (R) 63,1 % Steven Olsen (D) 32,4 % Mark Hudson (C) 3,1 % Lynn Badler (L) 1,4 %                                          |
| UT 2   | Jim Matheson | Demokrat     | 2000    | Wiedergewählt | Jim Matheson (D) 59,0 % LaVar Christensen (R) 37,3 % W. David Perry (C) 1,5 % Bob Brister (G) 1,5 % Austin Sherwood Lett (L) 0,7 % |
| UT 3   | Chris Cannon | Republikaner | 1996    | Wiedergewählt | Chris Cannon (R) 57,7 % Christian Burridge (D) 32,2 % Jim Noorlander (C) 8,8 % Philip Hallman (L) 1,3 %                            |

### Vermont
| Bezirk      | Amtsinhaber    | Partei       | Gewählt | Status                                           | Gegenkandidat |
| ----------- | -------------- | ------------ | ------- | ------------------------------------------------ | --- |
| VT At Large | Bernie Sanders | Unabhängiger | 1990    | Nicht mehr angetreten (Kandidatur für den Senat) | Peter Welch (D) 53,2 % Martha Rainville (R) 44,5 % Dennis Morrisseau (I) 0,5 % Jerry Trudell (I) 0,3 % Bruce Marshall (G) 0,3 % Keith Stern (I) 0,3 % Jane Newton (Liberty Union) 0,2 % Chris Karr (I) 0,2 % |

### Virginia
| Bezirk | Amtsinhaber     | Partei       | Gewählt | Status        | Gegenkandidat                                                                          |
| ------ | --------------- | ------------ | ------- | ------------- | -------------------------------------------------------------------------------------- |
| VA 1   | Jo Ann Davis    | Republikaner | 2000    | Wiedergewählt | Jo Ann Davis (R) 63,0 % Shawn Michael O’Donnell (D) 35,5 % Marvin Pixton III (I) 1,4 % |
| VA 2   | Thelma Drake    | Republikaner | 2004    | Wiedergewählt | Thelma Drake (R) 51,3 % Phil Kellam (D) 48,5 %                                         |
| VA 3   | Bobby Scott     | Demokrat     | 1992    | Wiedergewählt | Bobby Scott (D) ohne Gegenkandidat                                                     |
| VA 4   | Randy Forbes    | Republikaner | 2001    | Wiedergewählt | Randy Forbes (R) 76,1 % Albert Burckard (Ind. Green) 23,4 %                            |
| VA 5   | Virgil Goode    | Republikaner | 1996    | Wiedergewählt | Virgil Goode (R) 59,1 % Al Weed (D) 39,9 % Joseph Oddo (Ind. Green) 0,9 %              |
| VA 6   | Bob Goodlatte   | Republikaner | 1992    | Wiedergewählt | Bob Goodlatte (R) 75,1 % Barbara Jean Pryor (I) 12,3 % Andre Peery (I) 12,1 %          |
| VA 7   | Eric Cantor     | Republikaner | 2000    | Wiedergewählt | Eric Cantor (R) 63,9 % Jim Nachman (D) 34,4 % Brad Blanton (I) 1,6 %                   |
| VA 8   | Jim Moran       | Demokrat     | 1990    | Wiedergewählt | Jim Moran (D) 66,4 % Thomas O’Donoghue (R) 30,6 % Jim Hurysz (I) 2,8 %                 |
| VA 9   | Rick Boucher    | Demokrat     | 1982    | Wiedergewählt | Rick Boucher (D) 67,8 % Bill Carrico (R) 32,2 %                                        |
| VA 10  | Frank Wolf      | Republikaner | 1980    | Wiedergewählt | Frank Wolf (R) 57,3 % Judy Feder (D) 41,0 % Bill Wood (L) 0,9 % Neeraj Nigam (I) 0,8 % |
| VA 11  | Thomas M. Davis | Republikaner | 1994    | Wiedergewählt | Thomas M. Davis (R) 55,5 % Andrew Hurst (D) 43,6 % Fernando Greco (Ind. Green) 0,9 %   |

### Washington
| Bezirk | Amtsinhaber     | Partei       | Gewählt | Status        | 2006 Candidates                                                            |
| ------ | --------------- | ------------ | ------- | ------------- | -------------------------------------------------------------------------- |
| WA 1   | Jay Inslee      | Demokrat     | 1998    | Wiedergewählt | Jay Inslee (D) 67,7 % Larry Ishmael (R) 32,3 %                             |
| WA 2   | Rick Larsen     | Demokrat     | 2000    | Wiedergewählt | Rick Larsen (D) 64,2 % Doug Roulstone (R) 35,8 %                           |
| WA 3   | Brian Baird     | Demokrat     | 1998    | Wiedergewählt | Brian Baird (D) 63,1 % Michael Messmore (R) 36,9 %                         |
| WA 4   | Doc Hastings    | Republikaner | 1994    | Wiedergewählt | Doc Hastings (R) 59,9 % Richard Wright (D) 40,1 %                          |
| WA 5   | Cathy McMorris  | Republikaner | 2004    | Wiedergewählt | Cathy McMorris (R) 56,4 % Peter J. Goldmark (D) 43,6 %                     |
| WA 6   | Norman D. Dicks | Demokrat     | 1976    | Wiedergewählt | Norman D. Dicks (D) 70,6 % Doug Cloud (R) 29,4 %                           |
| WA 7   | Jim McDermott   | Demokrat     | 1988    | Wiedergewählt | Jim McDermott (D) 79,4 % Steve Beren (R) 15,7 % Linnea Noreen (I) 4,9 %    |
| WA 8   | Dave Reichert   | Republikaner | 2004    | Wiedergewählt | Dave Reichert (R) 51,5 % Darcy Burner (D) 48,5 % Richard Todd (I/Write-in) |
| WA 9   | Adam Smith      | Demokrat     | 1996    | Wiedergewählt | Adam Smith (D) 65,7 % Steve Cofchin (R) 34,3 %                             |

### West Virginia
| Bezirk | Amtsinhaber          | Partei       | Gewählt | Status        | Ergebnis 2006                                             |
| ------ | -------------------- | ------------ | ------- | ------------- | --------------------------------------------------------- |
| WV 1   | Alan Mollohan        | Demokrat     | 1982    | Wiedergewählt | Alan Mollohan (D) 64,3 % Chris Wakim (R) 35,6 %           |
| WV 2   | Shelley Moore Capito | Republikaner | 2000    | Wiedergewählt | Shelley Moore Capito (R) 57,2 % Mike Callaghan (D) 42,8 % |
| WV 3   | Nick Rahall          | Demokrat     | 1976    | Wiedergewählt | Nick Rahall (D) 69,4 % Kim Wolfe (R) 30,6 %               |

### Wisconsin
| Bezirk | Amtsinhaber       | Partei       | Gewählt | Status                                                    | Gegenkandidat                                                                                      |
| ------ | ----------------- | ------------ | ------- | --------------------------------------------------------- | -------------------------------------------------------------------------------------------------- |
| WI 1   | Paul Ryan         | Republikaner | 1998    | Wiedergewählt                                             | Paul Ryan (R) 62,8 % Jeffrey C. Thomas (D) 37,2 %                                                  |
| WI 2   | Tammy Baldwin     | Demokrat     | 1998    | Wiedergewählt                                             | Tammy Baldwin (D) 62,9 % David Magnum (R) 37,1 %                                                   |
| WI 3   | Ron Kind          | Demokrat     | 1996    | Wiedergewählt                                             | Ron Kind (D) 64,9 % Paul R. Nelson (R) 35,1 %                                                      |
| WI 4   | Gwen Moore        | Demokrat     | 2004    | Wiedergewählt                                             | Gwen Moore (D) 71,5 % Perfecto Rivera (R) 28,5 %                                                   |
| WI 5   | Jim Sensenbrenner | Republikaner | 1978    | Wiedergewählt                                             | Jim Sensenbrenner (R) 61,8 % Bryan Kennedy (D) 35,7 % Bob Levis (G) 1,4 % Robert Raymond (I) 1,1 % |
| WI 6   | Tom Petri         | Republikaner | 1979    | Wiedergewählt                                             | Tom Petri (R) ohne Gegenkandidat                                                                   |
| WI 7   | Dave Obey         | Demokrat     | 1969    | Wiedergewählt                                             | Dave Obey (D) 62,2 % Nick Reid (R) 35,0 % Mike Miles (G) 2,8 %                                     |
| WI 8   | Mark Andrew Green | Republikaner | 1998    | Nicht mehr angetreten (Kandidatur für das Gouverneursamt) | Steve Kagen (D) 51,1 % John Gard (R) 48,9 %                                                        |

### Wyoming
| Bezirk      | Amtsinhaber   | Partei       | Gewählt | Status        | Ergebnis 2006                                                             |
| ----------- | ------------- | ------------ | ------- | ------------- | ------------------------------------------------------------------------- |
| WY At Large | Barbara Cubin | Republikaner | 1994    | Wiedergewählt | Barbara Cubin (R) 48,3 % Gary Trauner (D) 47,8 % Thomas Rankin (L) 3,9 %) |